# Porsche 992

Logo des Modells 911

Der Porsche 992 ist die achte Generation des Porsche 911.

## Geschichte
Der Sportwagen wurde als Coupé am 28. November 2018 auf der LA Auto Show vorgestellt. Das Cabriolet präsentierte Porsche am 9. Januar 2019.
Auf dem Genfer Auto-Salon 2020 wollte Porsche beide Karosserieversionen als Turbo S vorstellen. Der Auto-Salon wurde aber am 28. Februar 2020 wegen der COVID-19-Pandemie abgesagt, weshalb die Präsentation am 3. März 2020 über ein Online-Event von Mark Webber durchgeführt wurde. Im Mai 2020 stellte Porsche den 992 als Targa vor. Die Markteinführung fand im August 2020 statt. Den Turbo präsentierte Porsche im Juli 2020.
Im Februar 2021 stellte Porsche den GT3 vor. Die ersten Fahrzeuge wurden im Mai 2021 ausgeliefert. Im Juni 2021 wurde der GT3 im Wesentlichen ohne Heckspoiler als Touring-Paket vorgestellt. Ebenso im Juni 2021 wurde der 992 als 353 kW (480 PS) starker GTS präsentiert; er ist unter anderem durch auf Polycarbonat basierendem „Leichtbauglas“ für alle Scheiben, eine leichtere Batterie und den Entfall der Rückbank 25 kg leichter. Außerdem hat er Leichtmetallräder mit Zentralverschluss. Er kam im November 2021 auf den Markt.
Der GT3 RS wurde im August 2022 auf der Veranstaltung „The Quail: A Motorsports Gathering“ im Rahmen der Monterey Car Week vorgestellt. Die ersten Kundenfahrzeuge wurden noch 2022 ausgeliefert.
Auf Basis des Carrera präsentierte Porsche im Oktober 2022 den puristischeren T. Er hat unter anderem ein (Porsche Active Suspension Management (PASM)-)Sportfahrwerk mit Tieferlegung und eine reduzierte Dämmung. Außerdem entfällt die Rücksitzbank und es ist auch ein 7-Gang-Schaltgetriebe verfügbar. In den Handel kam der T im Februar 2023. Zum 60. Modelljahr des 911 erschien im August 2023 der noch leichtere S/T.
Im Mai 2024 wurde das Faceliftmodell – intern 992.2 genannt – für die Modelle Carrera und Carrera GTS in allen Karosserievarianten (Coupé, Cabrio und Targa) eingeführt. Als wesentliche Änderung hat der GTS jetzt ein Hybridantriebssystem (T-Hybrid) mit einer Systemleistung von 398 kW (541 PS) und einer 400-V-Hochvoltbatterie mit einem Energieinhalt von 1,9 kWh. Des Weiteren waren keine Modelle mit Schaltgetriebe mehr verfügbar und das bisher analoge Cockpit wurde durch ein Display mit mehreren Anzeigearten ersetzt. Außerdem entfällt das herkömmliche Zündschloss. Überarbeitete Versionen von T und GT3 folgten im Oktober 2024. Damit sind wieder zwei Modelle mit Schaltgetriebe verfügbar. Im Januar 2025 kam der Carrera S.

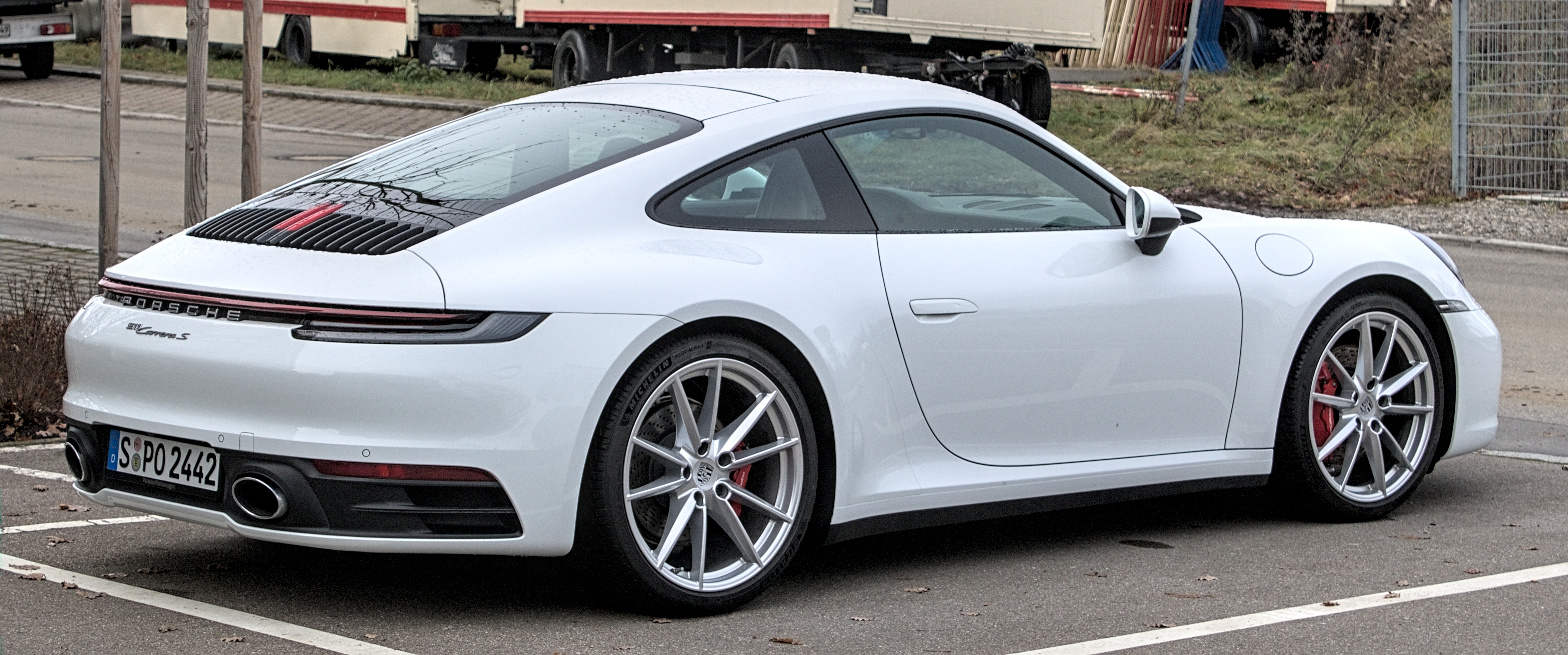
Heckansicht
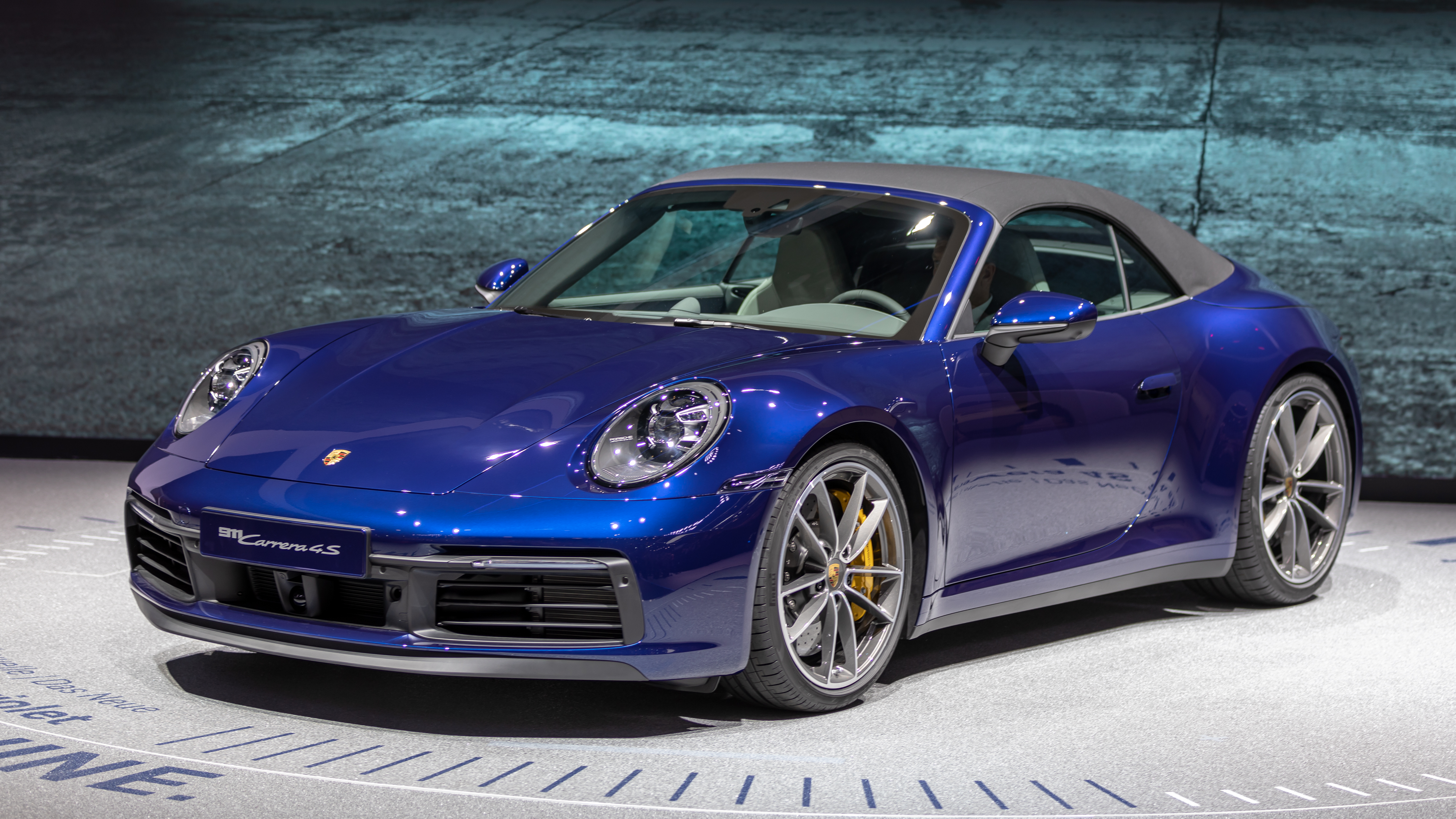
Porsche 992 Carrera 4S Cabriolet
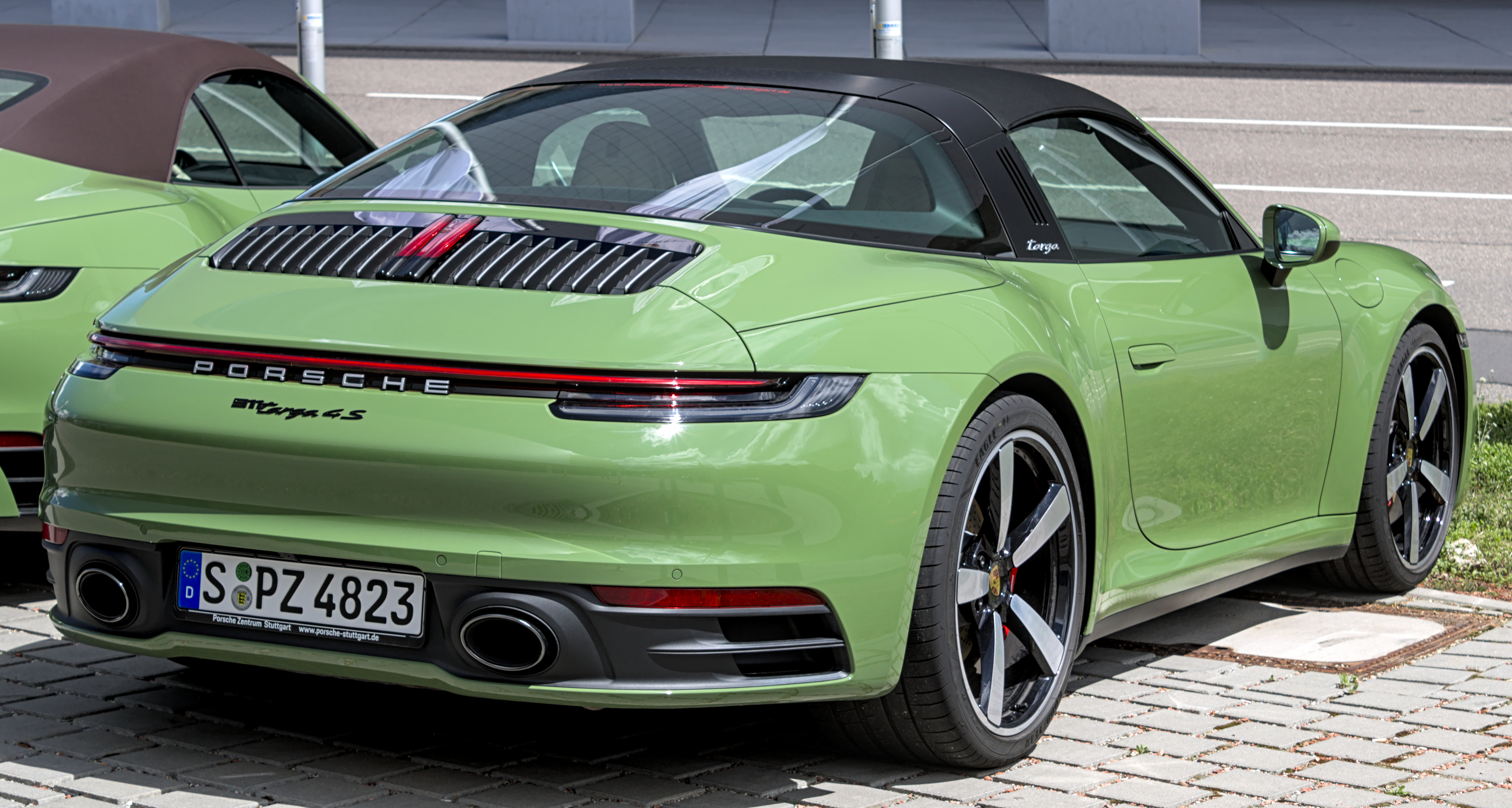
Porsche 992 Targa 4S
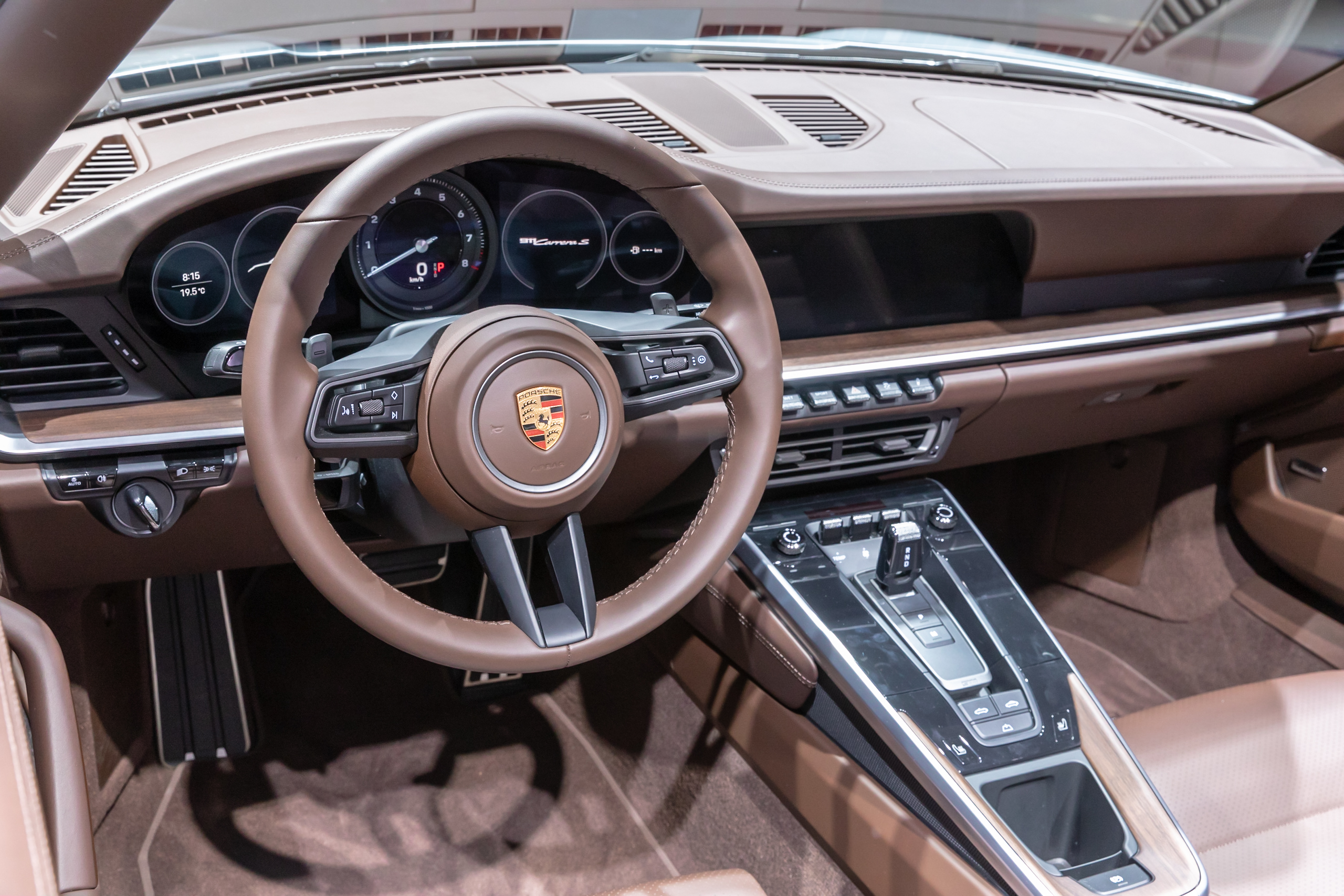
Cockpit des 992
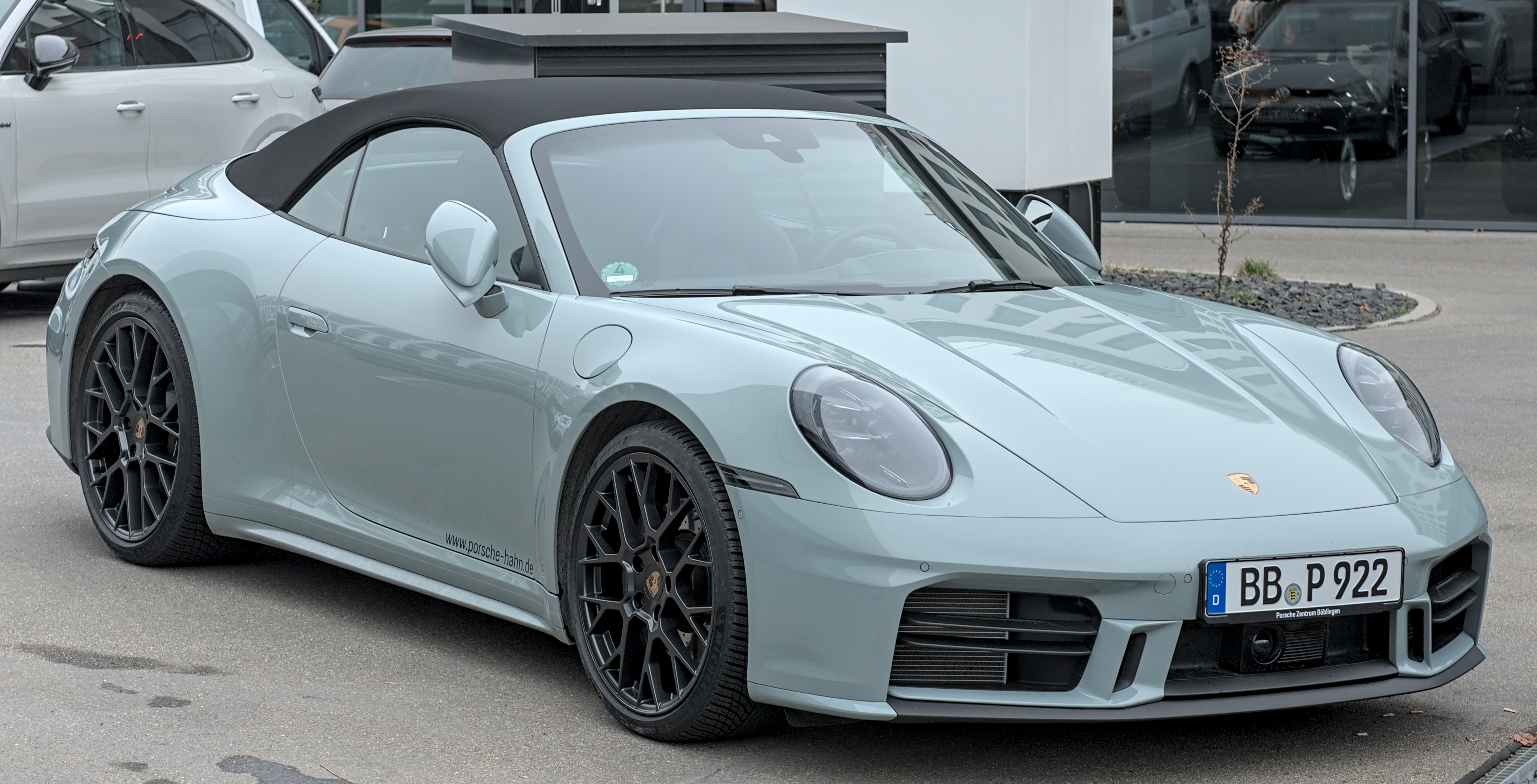
Porsche 992 Carrera Cabriolet (seit 2024)
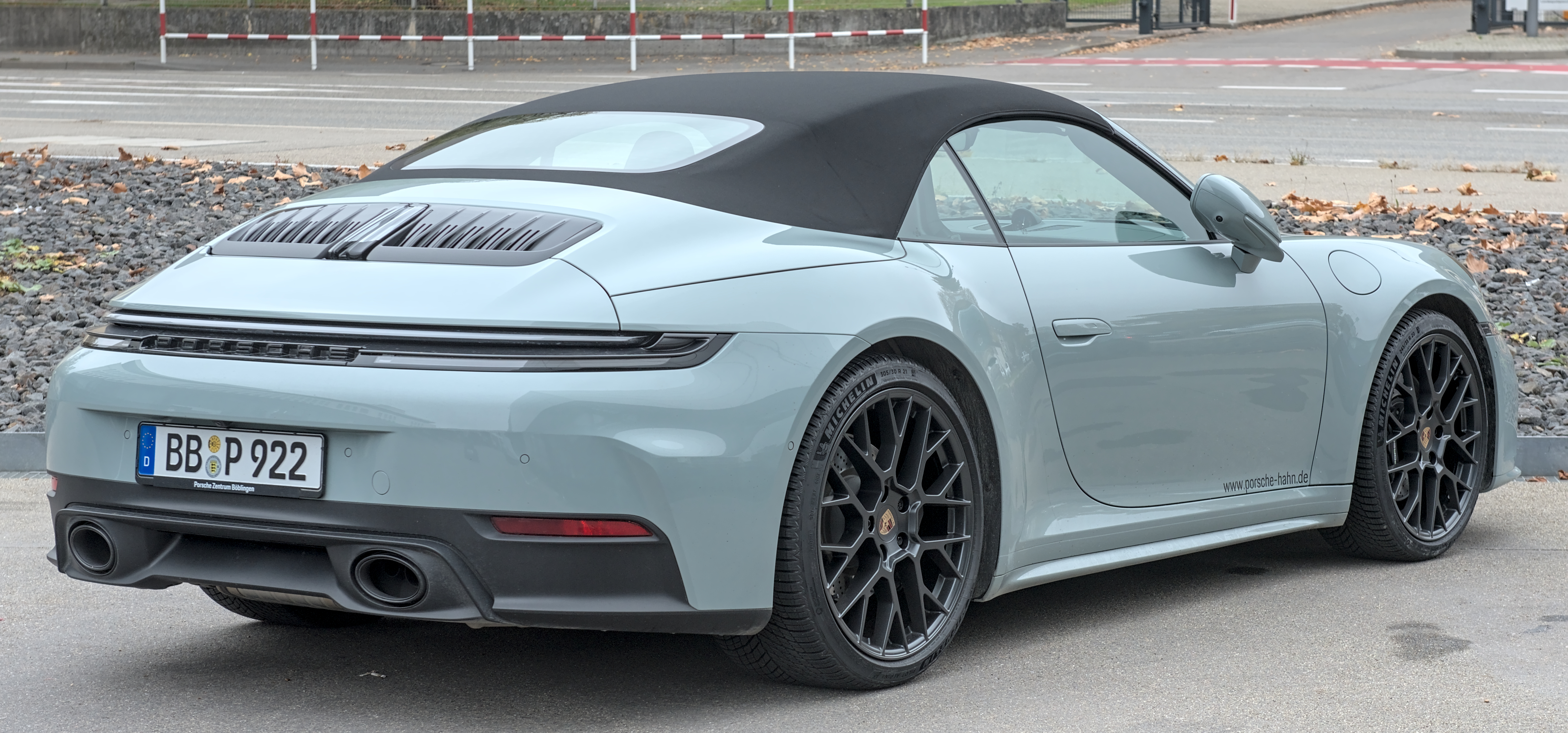
Heckansicht

## Entwicklung und Konstruktionsmerkmale
Äußerlich unterscheidet sich der 992 nur in Details vom Vorgängermodell 991. Bezüglich der Plattform ist der Wechsel zum Modularen Mittelmotor-Baukasten (MMB) erwähnenswert; aus diesem sollen neben dem 911 auch die 718er-Modelle (Cayman und Boxster) abgeleitet werden. Der Wagen ist bei gleichem Radstand 20 mm länger und 5 mm höher als sein Vorgänger. Die vordere Haube und die Frontschürze mit verstellbaren Klappen verlaufen geradliniger, die vorderen Kotflügel sind vergrößert und die Räder um 25,4 mm breiter. Am Heck findet sich beim 992 auch in den Grundausführungen ein durchgehendes Leuchtband, das es beim 991 ausschließlich an den allradgetriebenen Varianten gab. Die Spurweite ist im Vergleich zum Vorgänger um 40 mm breiter. Die Instrumente im Innenraum sind bis auf den analogen Drehzahlmesser digital. Zu den neuen Ausstattungsextras zählen ein Spurhalte- und Nachtsichtassistent sowie ein Parkassistent mit 360-Grad-Ansicht. Seit 2021 baut Porsche mit der 25 kg leichteren GTS-Variante Leichtbauversionen des 992.

### Sondermodelle mit technischen Änderungen

#### Dakar

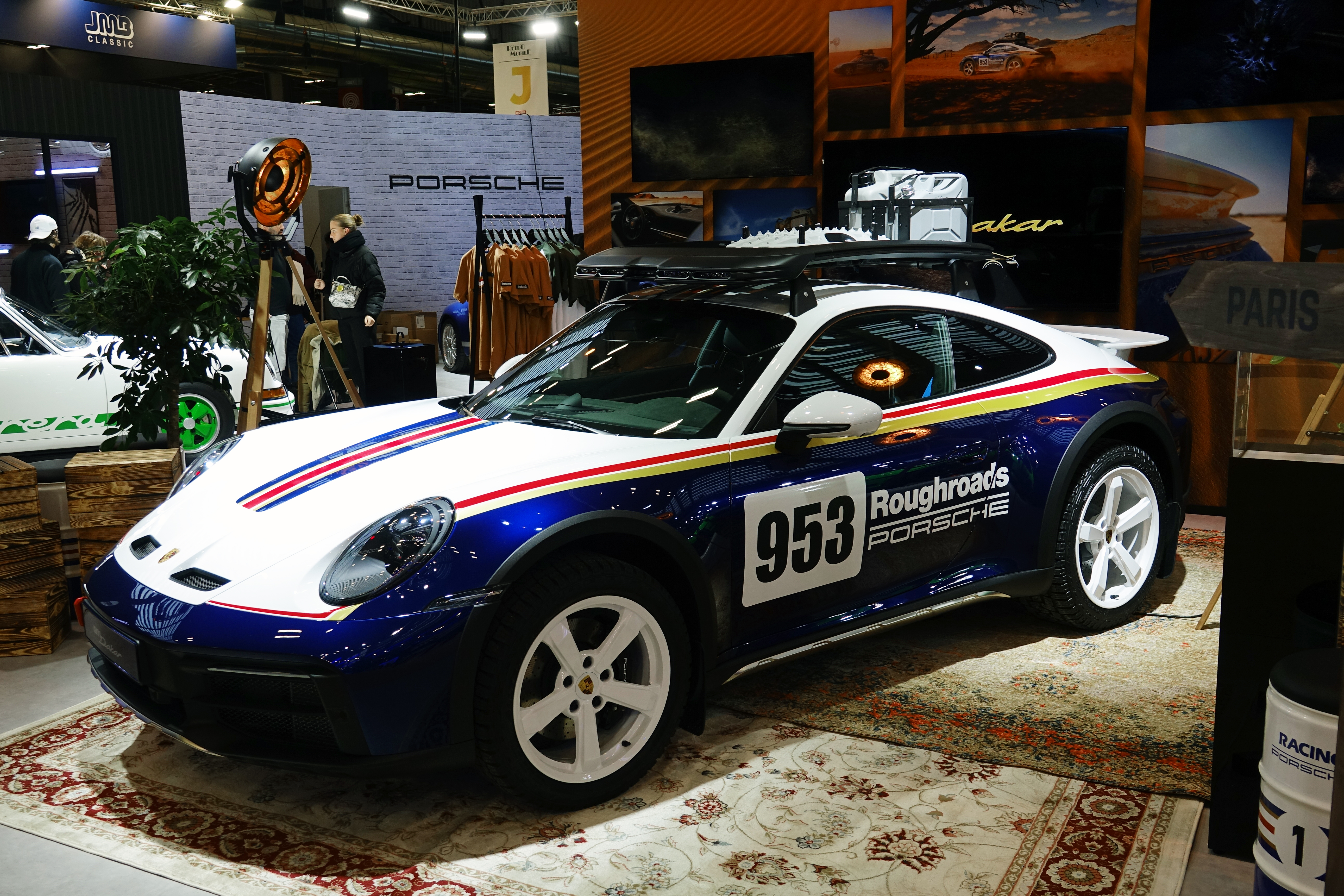
Porsche 992 Dakar

Auf der LA Auto Show im November 2022 präsentierte Porsche den auf 2500 Exemplare limitierten Dakar. In Erinnerung an den Sieg bei der Rallye Dakar 1984 wurde das Fahrzeug unter anderem mit mehr Bodenfreiheit und grobstolligen Reifen ausgestattet. Optional sind beispielsweise ein Dachkorb und als Teil des Rallye-Design-Pakets eine zweifarbige Lackierung in Weiß/Enzianblaumetallic erhältlich. Wegen der Reifen ist die Höchstgeschwindigkeit bei 240 km/h elektronisch begrenzt.

#### Sport Classic

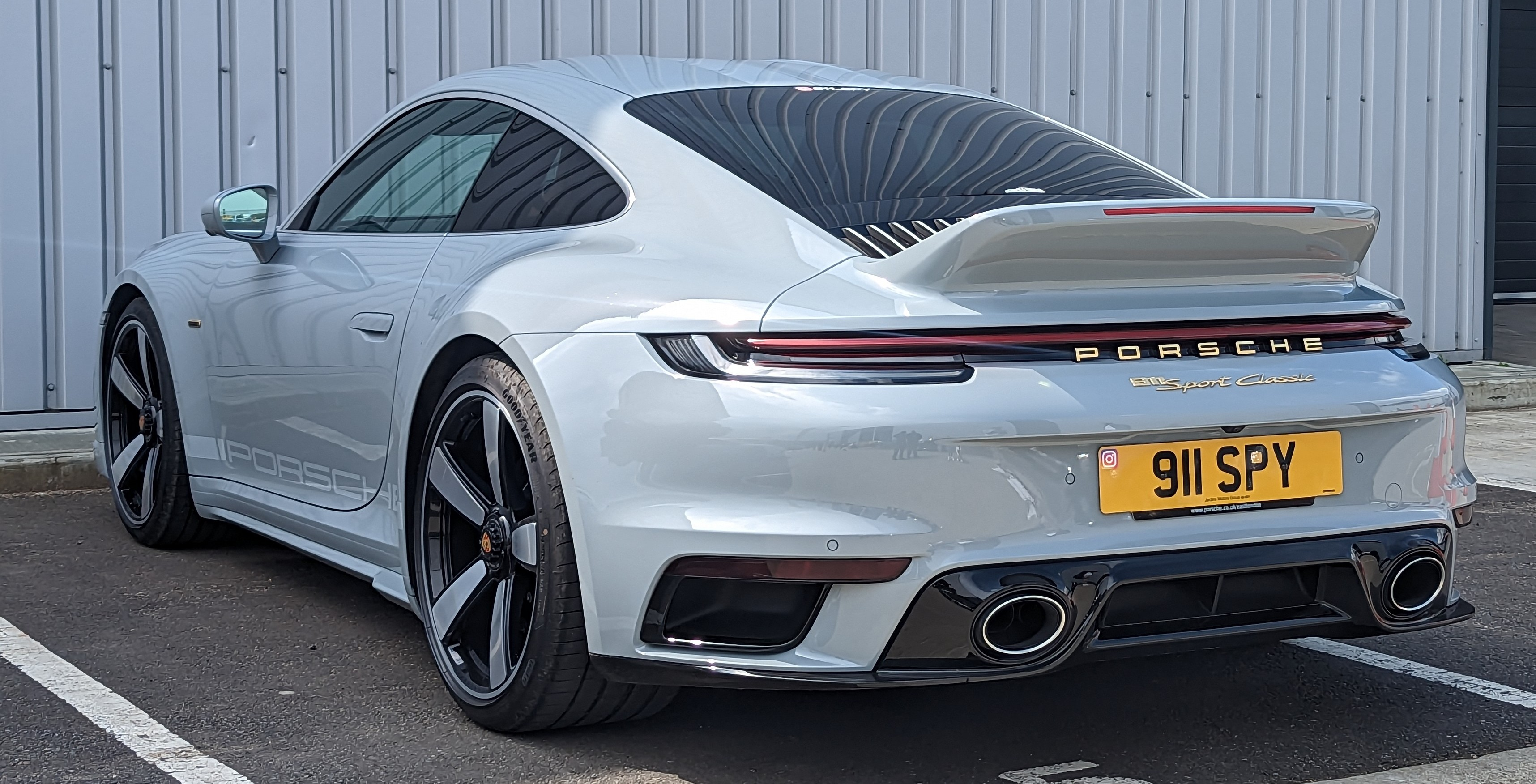
Porsche 992 Sport Classic

Als Reminiszenz zum Carrera RS 2.7 aus den 1970er-Jahren präsentierte Porsche im April 2022 das auf 1250 Exemplare limitierte Sondermodell Sport Classic mit dem „Entenbürzel“ genannten Heckspoiler. Einen Sport Classic gab es ab 2009 auch in der 997er-Baureihe. An diesen soll das Doppelkuppeldach erinnern. Nach der Heritage Design Edition ist diese Variante das zweite von vier Sammlerstücken aus der „Heritage Design Strategie“. Technisch basiert das Sondermodell auf den Turbo-Modellen, hat im Gegensatz zu diesen aber ein 7-Gang-Schaltgetriebe und Hinterradantrieb. Die maximale Leistung wird mit 405 kW (550 PS) angegeben. Im Juli 2022 kam die Baureihe in den Handel.

#### S/T

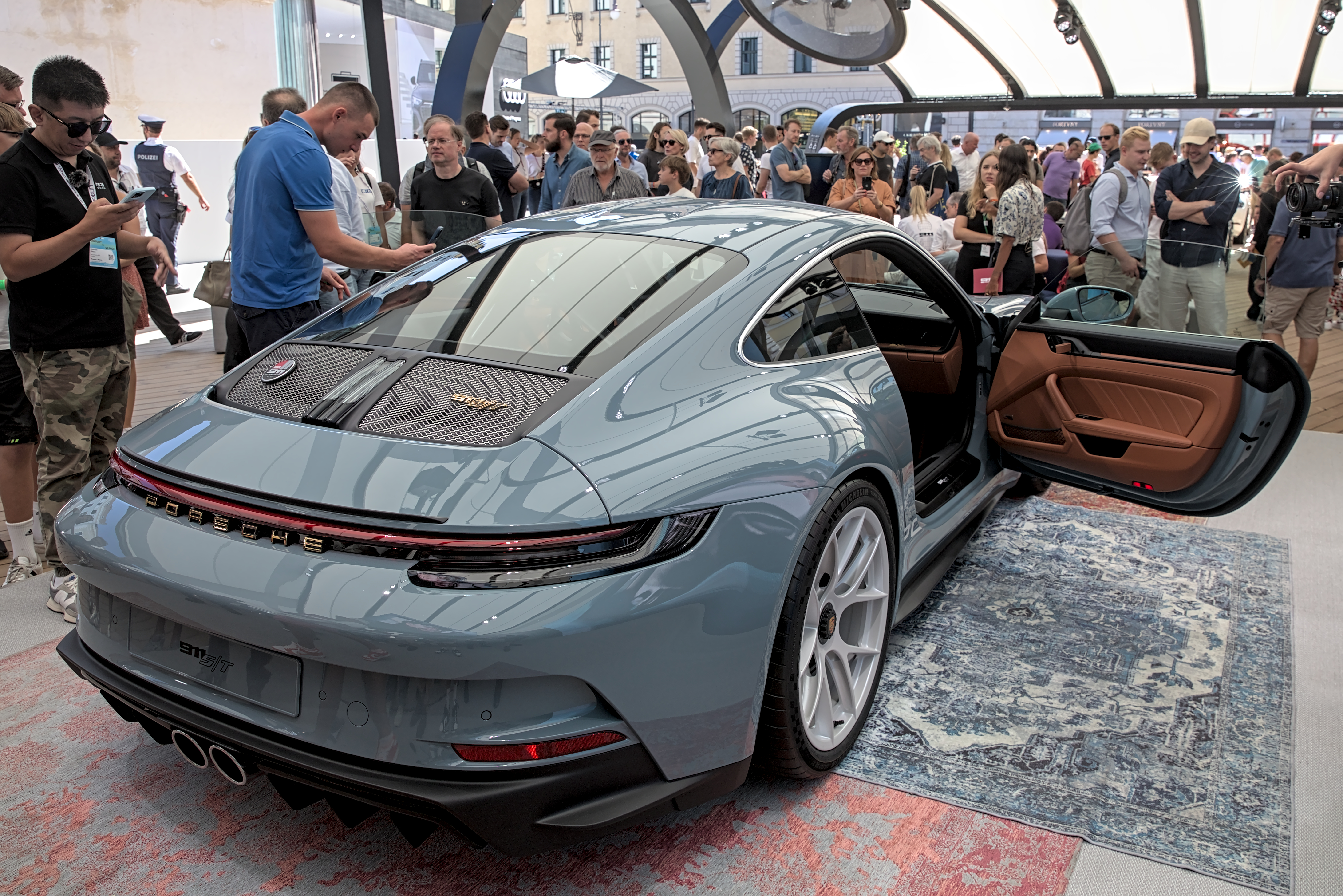
Porsche 992 S/T

Im August 2023 stellte Porsche das auf 1963 Exemplare limitierte Sondermodell S/T vor. Es ist mit einem Leergewicht von 1380 kg (nach DIN; EU 1455 kg) das leichteste Modell der Baureihe. Dies wird durch Verzicht auf Hinterachslenkung (10 kg weniger Masse), Verwendung einer Leichtbaukupplung und eines Einmassenschwungrads (10,5 kg weniger Masse), Magnesiumräder (10 kg weniger Masse) sowie dünnere Teppiche erreicht; Versteifungen, die vordere Haube, Türen, Dach und vordere Kotflügel bestehen aus kohlenstofffaserverstärktem Kunststoff. Die Bremsanlage des S/T mit Bremsscheiben aus Carbon-Keramik ist um 18 kg leichter als die Serienmäßige. Die technische Basis übernimmt der S/T aus dem GT3 RS; statt des 7-Gang-Doppelkupplungsgetriebe kommt ein 6-Gang-Schaltgetriebe zum Einsatz.

## Antrieb
Zum Verkaufsstart wurde der 992 mit aufgeladenem Dreiliter-Otto-Boxermotor des Typs 9A2 in den Modellen Carrera S und Carrera 4S mit 331 kW (450 PS) Nennleistung angeboten. Im Juli 2019 folgte der Carrera mit dem gleichen Motor, aber weniger Nennleistung (283 kW/385 PS). Als Getriebe stehen ein 8-Gang-Doppelkupplungsgetriebe sowie ein manuell zu schaltendes Getriebe mit sieben Gängen zur Wahl. Ein rein elektrisch angetriebener 992 wurde nicht angekündigt.
Der 2020 vorgestellte Turbo S hat einen 3,7-Liter-Otto-Boxermotor, der 478 kW (650 PS) leistet. Er hat ein 8-Gang-Doppelkupplungsgetriebe und Allradantrieb. Auf 100 km/h soll der Sportwagen in 2,7 Sekunden beschleunigen, die Höchstgeschwindigkeit beträgt wie beim Vorgängermodell 330 km/h. Der Turbo ist mit 427 kW (580 PS) etwas schwächer.
Der GT3 hat wieder einen Vierliter-Saugmotor. Gegenüber dem Vorgängermodell leistet er mit 375 kW (510 PS) etwas mehr. 100 km/h sollen in 3,4 Sekunden erreicht werden können, die Höchstgeschwindigkeit wird mit 320 km/h angegeben.
Der GTS nutzt den Antrieb aus Carrera S und Carrera 4S, leistet mit 353 kW (480 PS) jedoch etwas mehr. Er ist sowohl mit Hinterrad- als auch mit Allradantrieb verfügbar.
Wie der GT3 nutzt der GT3 RS einen Vierliter-Saugmotor. Die maximale Leistung wird mit 386 kW (525 PS) angegeben. Da statt drei Kühlern im Vorderwagen nun ein großer Mittenkühler verwendet wird, hat der GT3 RS keinen Kofferraum. Erstmals in einem Porsche-Serienfahrzeug liegt die Oberkante des Heckflügels höher als die des Dachs. Der Heckflügel ist verstellbar, um den Luftwiderstand zu verringern (Drag Reduction System). Derartige Vorrichtungen gab es zuerst in der Formel 1. Wegen des höheren Luftwiderstandes und der kürzeren Übersetzung liegt die Höchstgeschwindigkeit mit 296 km/h unterhalb der des GT3.
Der im Mai 2024 eingeführte Hybrid 911 GTS (992.2) hat einen elektrisch angetriebenen Turbolader. Der zum Antrieb gehörige Elektromotor (permanenterregte Synchronmaschine) ist im Doppelkupplungsgetriebe eingebaut. Sein höchstes Antriebsmoment beträgt 150 Nm. Das GTS-Coupé mit Hinterradantrieb wiegt nach DIN (ohne Fahrer) 1595 kg. Die Beschleunigung von 0 auf 100 km/h erreicht mit 3,0 s fast den Wert des Turbo.

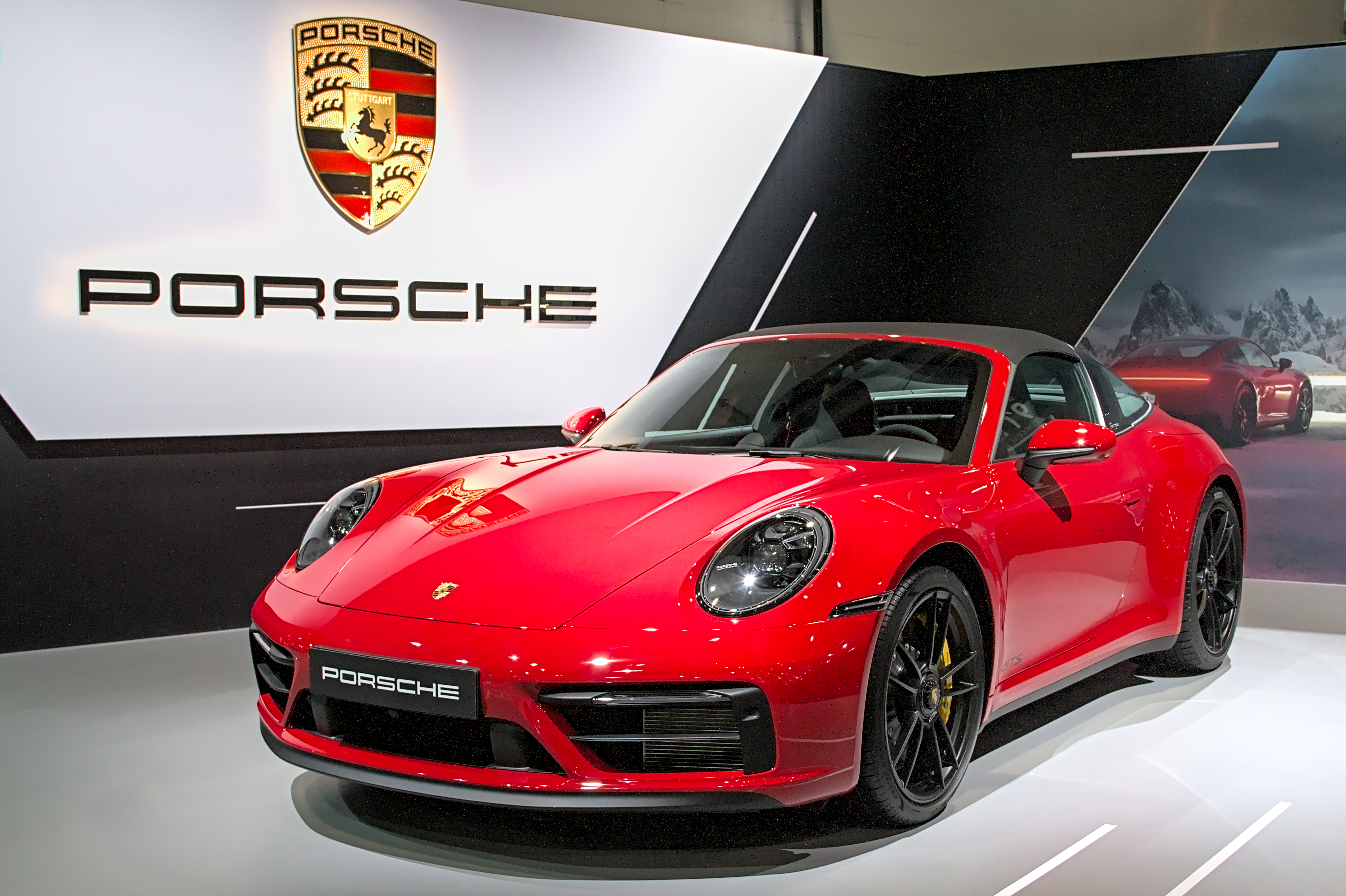
Porsche 992 Targa 4 GTS
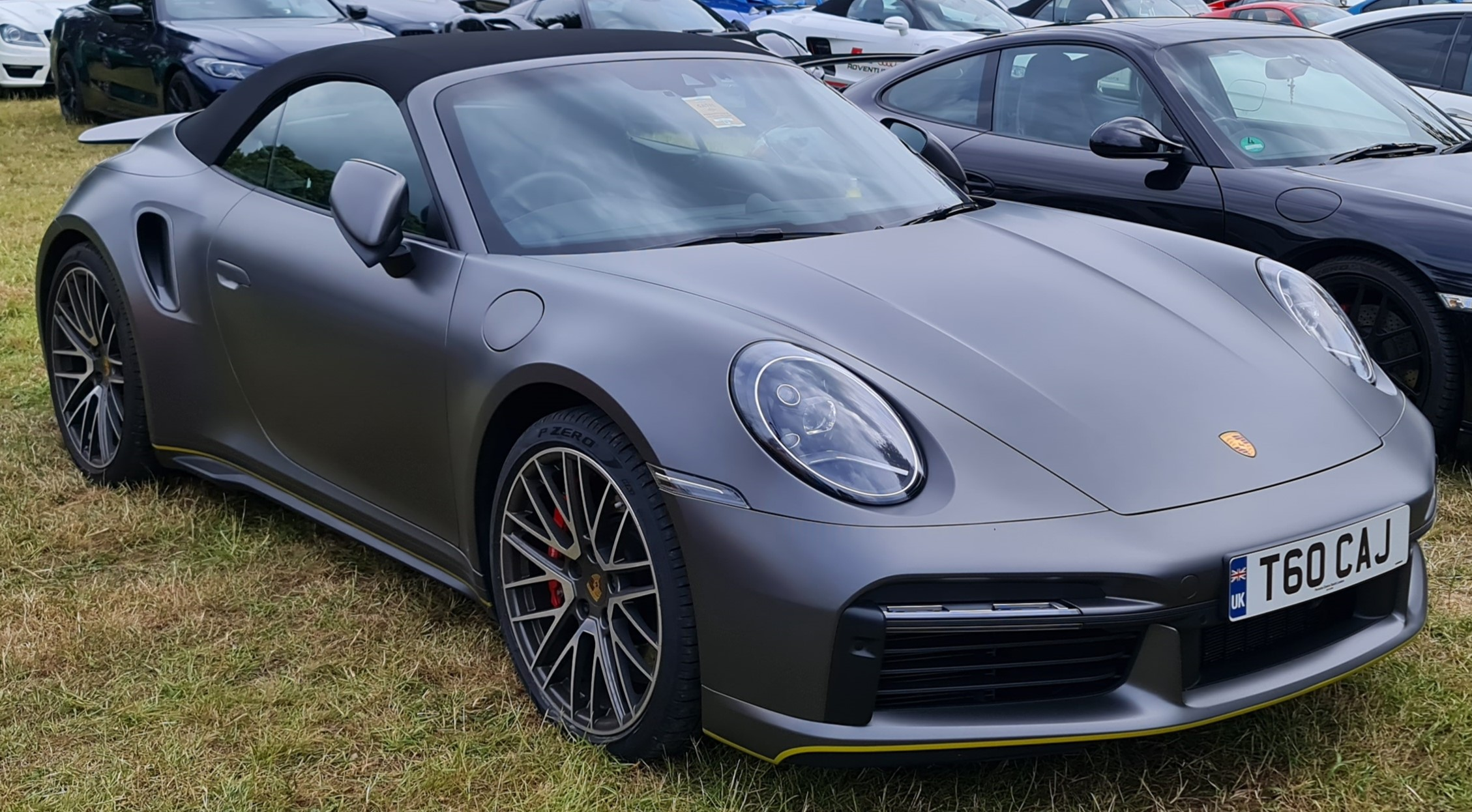
Porsche 992 Turbo Cabriolet
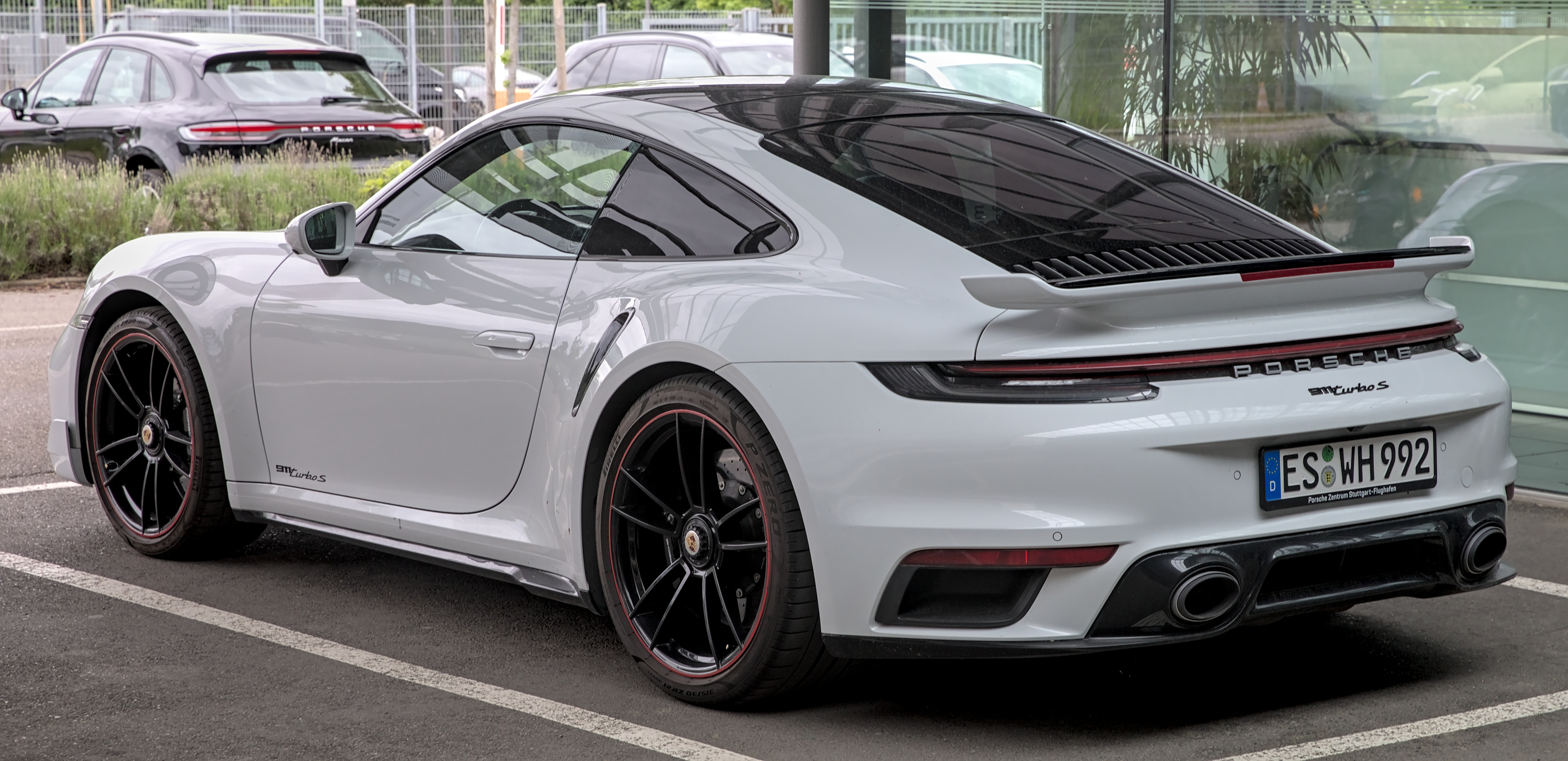
Porsche 992 Turbo S
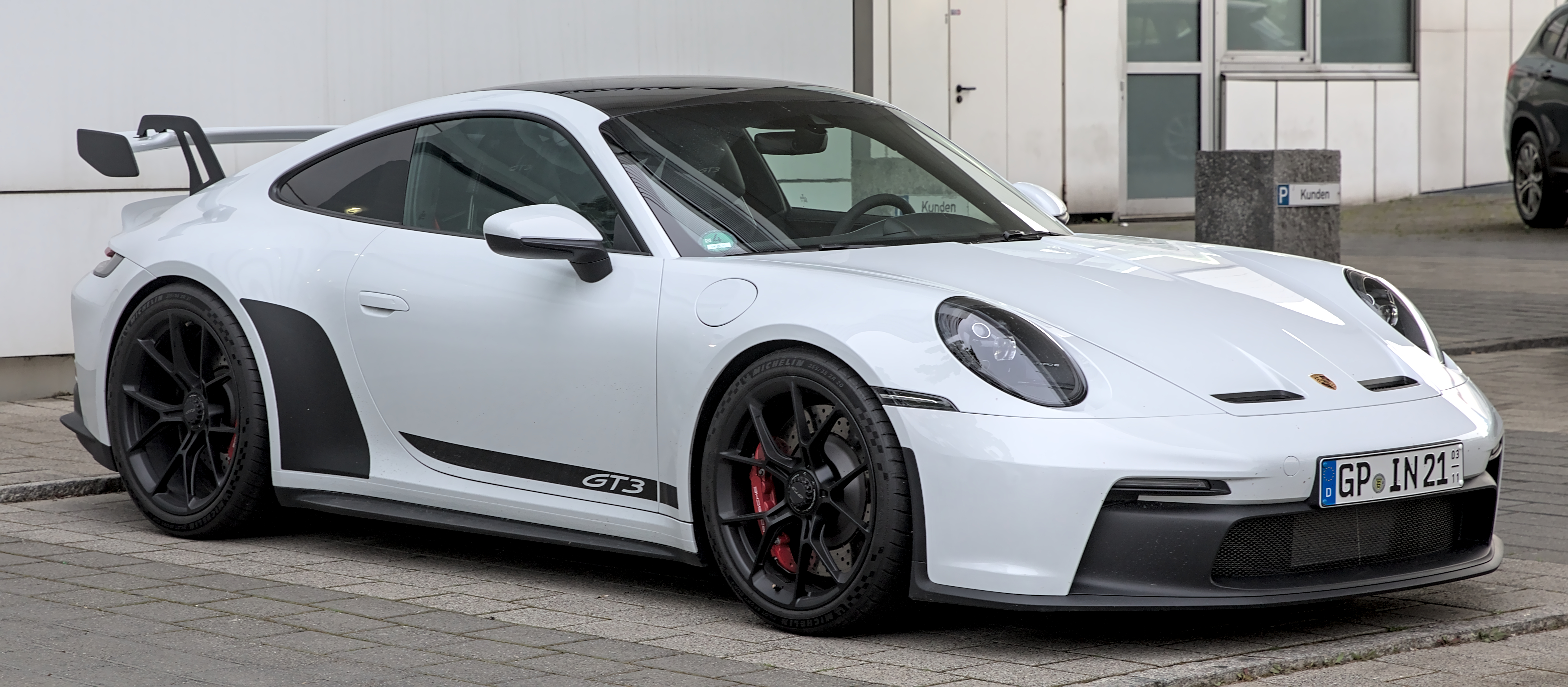
Porsche 992 GT3
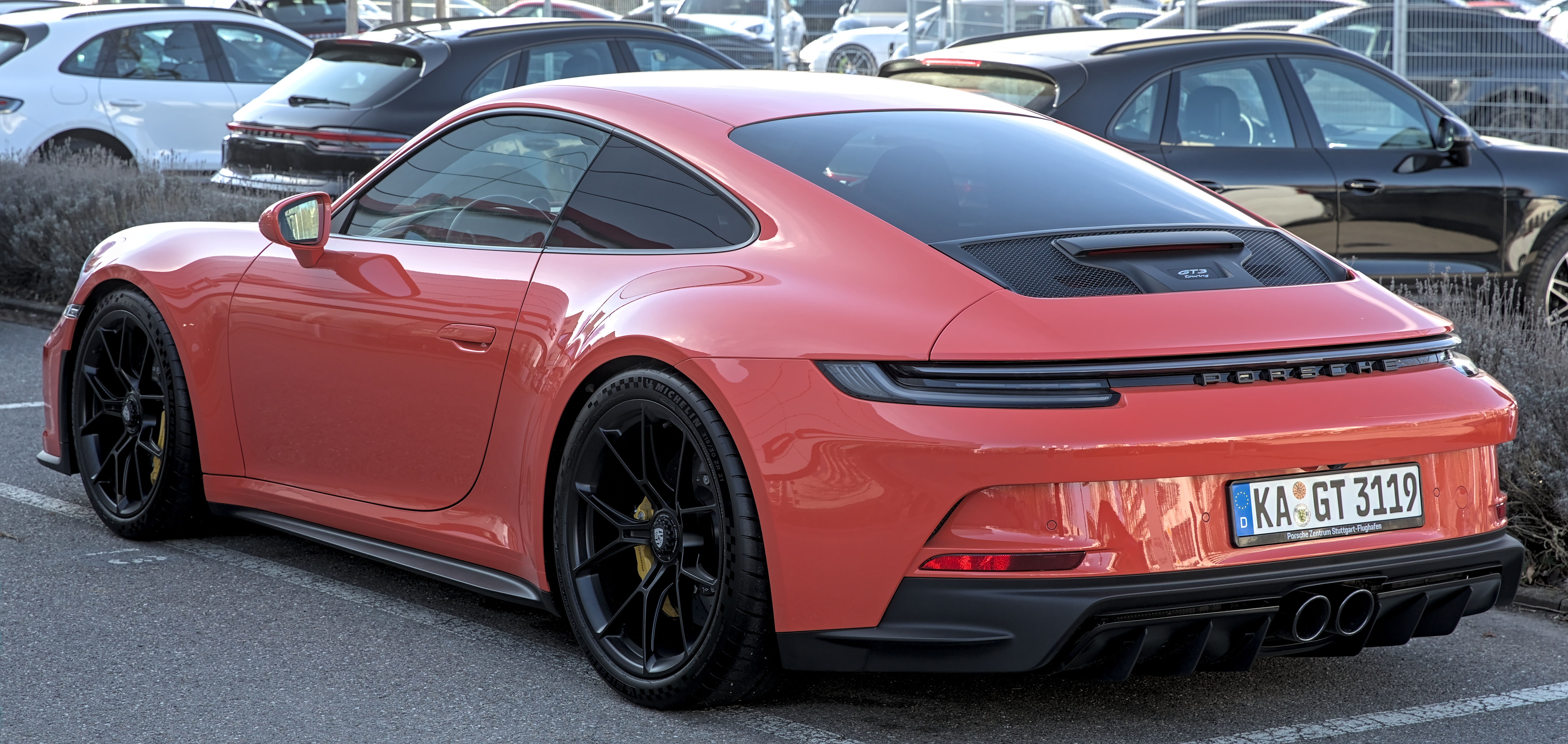
Porsche 992 GT3 Touring
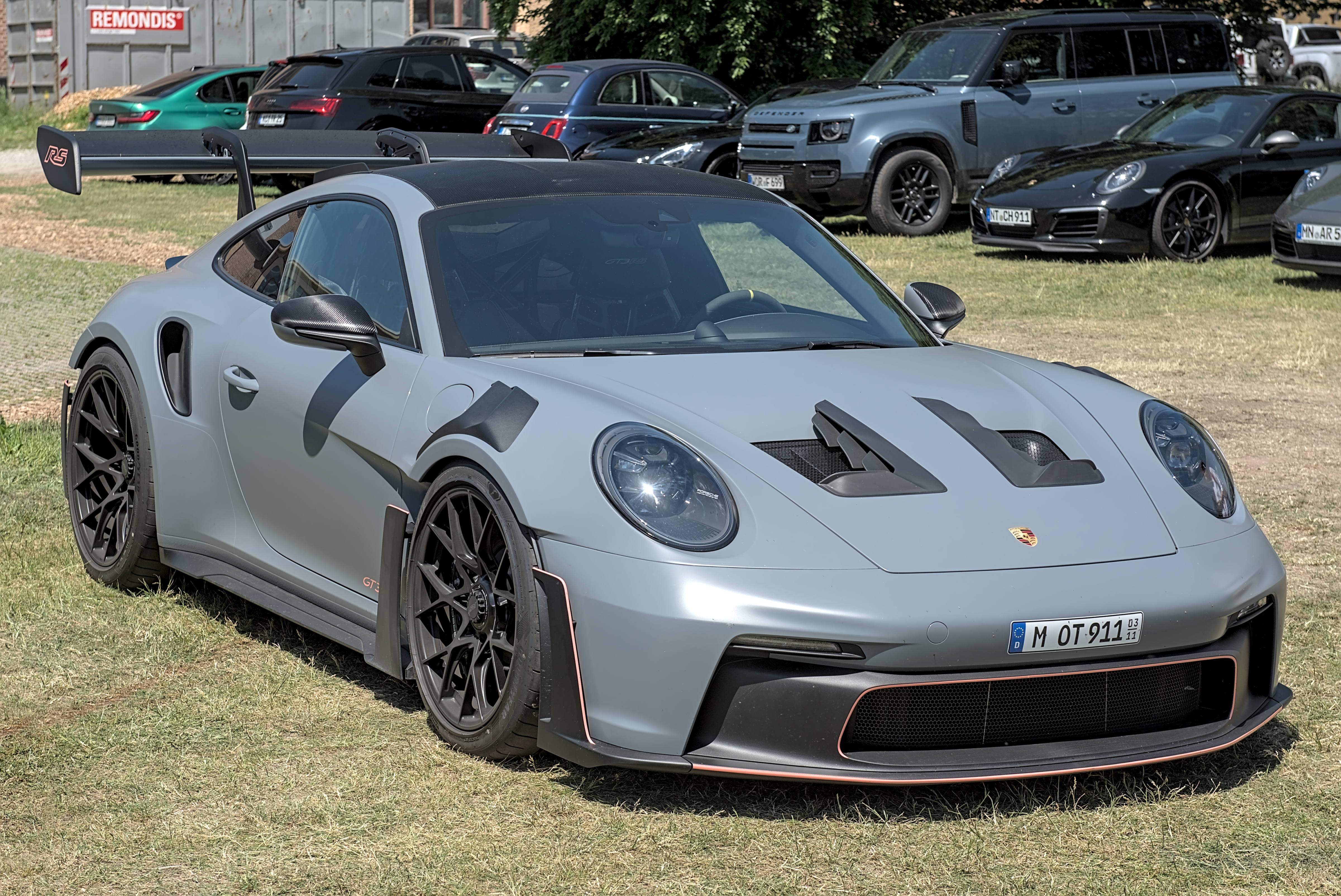
Porsche 992 GT3 RS
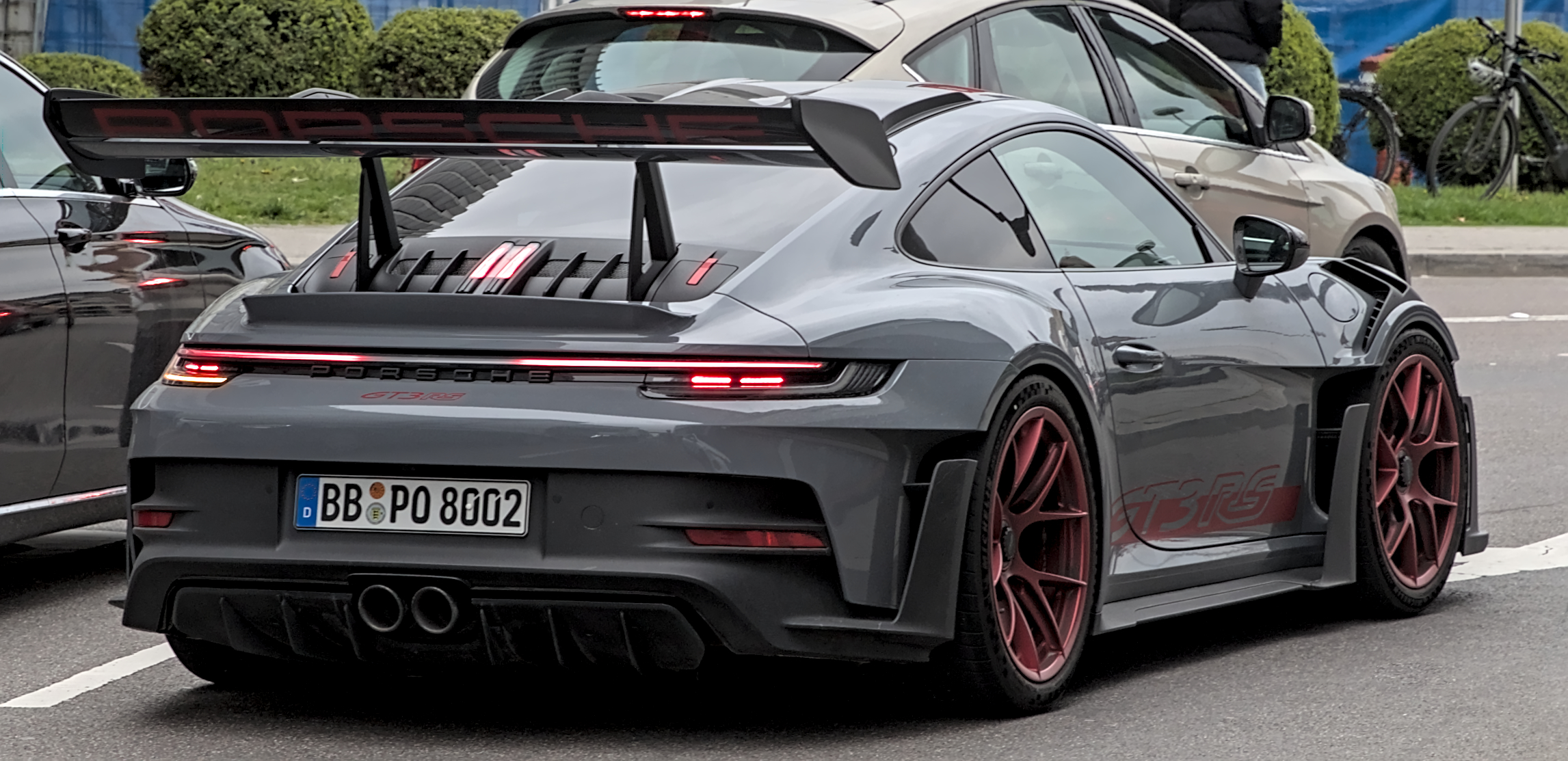
Porsche 992 GT3 RS, Heckansicht
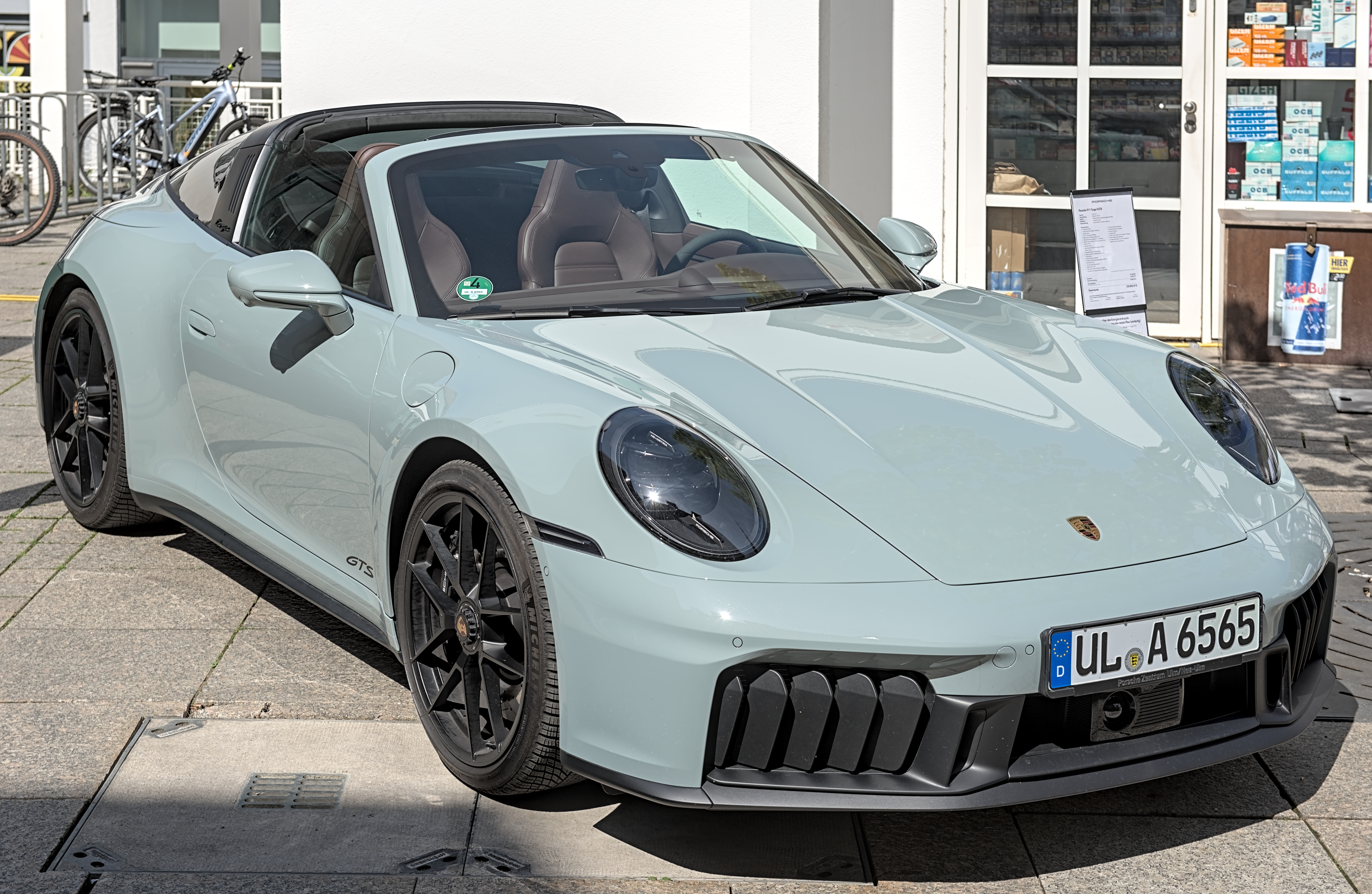
Porsche 992 Targa 4 GTS (seit 2024)

## Technische Daten
| Porsche 992:                                           | 911 Carrera                                                                                                | 911 Carrera 4                                                                                              | 911 Carrera T                                                                                              | 911 Carrera | 911 Carrera T | 911 Carrera S | 911 Carrera 4S | 911 Carrera S | 911 Carrera 4S | 911 Carrera GTS | 911 Carrera 4 GTS | 911 Dakar | 911 Carrera GTS | 911 Carrera 4 GTS | 911 GT3 | 911 GT3 | 911 GT3 RS | 911 S/T | 911 Sport Classic | 911 Turbo | 911 Turbo S |
| ------------------------------------------------------ | --- | --- | --- | --- | --- | --- | --- | --- | --- | --- | --- | --- | --- | --- | --- | --- | --- | --- | --- | --- | --- |
| Bauzeitraum:                                           | 07/2019– 05/2024                                                                                           | 09/2019–05/2024                                                                                            | 02/2023–05/2024                                                                                            | seit 05/2024 | seit 10/2024 | 11/2018–05/2024 | 11/2018–05/2024 | seit 01/2025 | seit 07/2025 | 11/2021–05/2024 | 11/2021–05/2024 | 11/2022–05/2024 | seit 05/2024 | seit 05/2024 | seit 10/2024 | 05/2021–05/2024 | 08/2022–05/2024 | 08/2023–05/2024 | 07/2022–08/2023 | 07/2020–05/2024 | 04/2020–05/2024 |
| Motorbauart:                                           | Sechszylinder-Boxermotor, Otto, Viertakt                                                                   | Sechszylinder-Boxermotor, Otto, Viertakt                                                                   | Sechszylinder-Boxermotor, Otto, Viertakt                                                                   | Sechszylinder-Boxermotor, Otto, Viertakt | Sechszylinder-Boxermotor, Otto, Viertakt | Sechszylinder-Boxermotor, Otto, Viertakt | Sechszylinder-Boxermotor, Otto, Viertakt | Sechszylinder-Boxermotor, Otto, Viertakt | Sechszylinder-Boxermotor, Otto, Viertakt | Sechszylinder-Boxermotor, Otto, Viertakt | Sechszylinder-Boxermotor, Otto, Viertakt | Sechszylinder-Boxermotor, Otto, Viertakt | Sechszylinder-Boxermotor, Otto, Viertakt | Sechszylinder-Boxermotor, Otto, Viertakt | Sechszylinder-Boxermotor, Otto, Viertakt | Sechszylinder-Boxermotor, Otto, Viertakt | Sechszylinder-Boxermotor, Otto, Viertakt | Sechszylinder-Boxermotor, Otto, Viertakt | Sechszylinder-Boxermotor, Otto, Viertakt | Sechszylinder-Boxermotor, Otto, Viertakt | Sechszylinder-Boxermotor, Otto, Viertakt |
| Motorbaureihe:                                         | 9A2 | 9A2 | 9A2 | 9A2 | 9A2 | 9A2 | 9A2 | 9A2 | 9A2 | 9A2 | 9A2 | 9A2 | 9A3 | 9A3 | 9A1 | 9A1 | 9A1 | 9A1 | 9A2 | 9A2 | 9A2 |
| Gemischaufbereitung:                                   | Direkteinspritzung                                                                                         | Direkteinspritzung                                                                                         | Direkteinspritzung                                                                                         | Direkteinspritzung | Direkteinspritzung | Direkteinspritzung | Direkteinspritzung | Direkteinspritzung | Direkteinspritzung | Direkteinspritzung | Direkteinspritzung | Direkteinspritzung | Direkteinspritzung | Direkteinspritzung | Direkteinspritzung | Direkteinspritzung | Direkteinspritzung | Direkteinspritzung | Direkteinspritzung | Direkteinspritzung | Direkteinspritzung |
| Aufladung:                                             | Biturbo | Biturbo | Biturbo | Biturbo | Biturbo | Biturbo | Biturbo | Biturbo | Biturbo | Biturbo | Biturbo | Biturbo | E-Turbo | E-Turbo | — | — | — | — | Biturbo | Biturbo | Biturbo |
| Hubraum:                                               | 2981 cm³                                                                                                   | 2981 cm³                                                                                                   | 2981 cm³                                                                                                   | 2981 cm³ | 2981 cm³ | 2981 cm³ | 2981 cm³ | 2981 cm³ | 2981 cm³ | 2981 cm³ | 2981 cm³ | 2981 cm³ | 3591 cm³ | 3591 cm³ | 3996 cm³ | 3996 cm³ | 3996 cm³ | 3996 cm³ | 3745 cm³ | 3745 cm³ | 3745 cm³ |
| Bohrung × Hub:                                         | 91,0 × 76,4 mm                                                                                             | 91,0 × 76,4 mm                                                                                             | 91,0 × 76,4 mm                                                                                             | 91,0 × 76,4 mm | 91,0 × 76,4 mm | 91,0 × 76,4 mm | 91,0 × 76,4 mm | 91,0 × 76,4 mm | 91,0 × 76,4 mm | 91,0 × 76,4 mm | 91,0 × 76,4 mm | 91,0 × 76,4 mm | 97,0 × 81,0 mm | 97,0 × 81,0 mm | 102,0 × 81,5 mm | 102,0 × 81,5 mm | 102,0 × 81,5 mm | 102,0 × 81,5 mm | 102,0 × 76,4 mm | 102,0 × 76,4 mm | 102,0 × 76,4 mm |
| Nennleistung (ISO 1585):                               | 283 kW (385 PS) bei 6500 min−1                                                                             | 283 kW (385 PS) bei 6500 min−1                                                                             | 283 kW (385 PS) bei 6500 min−1                                                                             | 290 kW (394 PS) bei 6500 min−1 | 290 kW (394 PS) bei 6500 min−1 | 331 kW (450 PS) bei 6500 min−1 | 331 kW (450 PS) bei 6500 min−1 | 353 kW (480 PS) bei 7500 min−1 | 353 kW (480 PS) bei 7500 min−1 | 353 kW (480 PS) bei 6500 min−1 | 353 kW (480 PS) bei 6500 min−1 | 353 kW (480 PS) bei 6500 min−1 | 398 kW (541 PS) bei 6500 min−1 | 398 kW (541 PS) bei 6500 min−1 | 375 kW (510 PS) bei 9000 min−1 | 375 kW (510 PS) bei 8400 min−1 | 386 kW (525 PS) bei 8500 min−1 | 386 kW (525 PS) bei 8500 min−1 | 405 kW (550 PS) bei 6750 min−1 | 427 kW (580 PS) bei 6500 min−1 | 478 kW (650 PS) bei 6750 min−1 |
| max. Drehmoment:                                       | 450 Nm bei 1950–5000 min−1                                                                                 | 450 Nm bei 1950–5000 min−1                                                                                 | 450 Nm bei 1950–5000 min−1                                                                                 | 450 Nm bei 2000–5000 min−1 | 450 Nm bei 2000–5000 min−1 | 530 Nm bei 2300–5000 min−1 | 530 Nm bei 2300–5000 min−1 | 530 Nm bei 2300–5000 min−1 | 530 Nm bei 2300–5000 min−1 | 570 Nm bei 2300–5000 min−1 | 570 Nm bei 2300–5000 min−1 | 570 Nm bei 2300–5000 min−1 | 610 Nm bei 1950–6000 min−1 | 610 Nm bei 1950–6000 min−1 | 450 Nm bei 6100 min−1 | 470 Nm bei 6100 min−1 | 465 Nm bei 6300 min−1 | 465 Nm bei 6300 min−1 | 600 Nm bei 2000–6000 min−1 | 750 Nm bei 2250–4500 min−1 | 800 Nm bei 2500–4000 min−1 |
| Getriebe, serienmäßig:                                 | 8-Gang-Doppelkupplungsgetriebe (PDK)                                                                       | 8-Gang-Doppelkupplungsgetriebe (PDK)                                                                       | 7-Gang-Schaltgetriebe oder 8-Gang-Doppelkupplungsgetriebe (PDK)                                            | 8-Gang-Doppelkupplungsgetriebe (PDK) | 6-Gang-Schaltgetriebe | 8-Gang-Doppelkupplungsgetriebe (PDK) | 8-Gang-Doppelkupplungsgetriebe (PDK) | 8-Gang-Doppelkupplungsgetriebe (PDK) | 8-Gang-Doppelkupplungsgetriebe (PDK) | 8-Gang-Doppelkupplungsgetriebe (PDK) | 8-Gang-Doppelkupplungsgetriebe (PDK) | 8-Gang-Doppelkupplungsgetriebe (PDK) | 8-Gang-Doppelkupplungsgetriebe (PDK) | 8-Gang-Doppelkupplungsgetriebe (PDK) | 6-Gang-Schaltgetriebe oder 7-Gang-Doppelkupplungsgetriebe (PDK)                                                                                      | 6-Gang-Schaltgetriebe oder 7-Gang-Doppelkupplungsgetriebe (PDK)                                                                                      | 7-Gang-Doppelkupplungsgetriebe (PDK) | 6-Gang-Schaltgetriebe | 7-Gang-Schaltgetriebe | 8-Gang-Doppelkupplungsgetriebe (PDK) | 8-Gang-Doppelkupplungsgetriebe (PDK) |
| Antrieb:                                               | Hinterradantrieb                                                                                           | Allradantrieb                                                                                              | Hinterradantrieb                                                                                           | Hinterradantrieb | Hinterradantrieb | Hinterradantrieb | Allradantrieb | Hinterradantrieb | Allradantrieb | Hinterradantrieb | Allradantrieb | Allradantrieb | Hinterradantrieb | Allradantrieb | Hinterradantrieb | Hinterradantrieb | Hinterradantrieb | Hinterradantrieb | Hinterradantrieb | Allradantrieb | Allradantrieb |
| Bremsen:                                               | 4-Kolben-Aluminium-Monobloc-Festsattelbremsen vorn und hinten Bremsscheiben innenbelüftet und gelocht, ABS | 4-Kolben-Aluminium-Monobloc-Festsattelbremsen vorn und hinten Bremsscheiben innenbelüftet und gelocht, ABS | 4-Kolben-Aluminium-Monobloc-Festsattelbremsen vorn und hinten Bremsscheiben innenbelüftet und gelocht, ABS | 6-Kolben-Aluminium-Monobloc-Festsattelbremsen vorn und 4-Kolben-Aluminium-Monobloc-Festsattelbremsen hinten, Bremsscheiben mit Durchmesser 350 mm vorn und hinten, innenbelüftet und gelocht, ABS | 6-Kolben-Aluminium-Monobloc-Festsattelbremsen vorn und 4-Kolben-Aluminium-Monobloc-Festsattelbremsen hinten, Bremsscheiben mit Durchmesser 350 mm vorn und hinten, innenbelüftet und gelocht, ABS | 6-Kolben-Aluminium-Monobloc-Festsattelbremsen vorn 4-Kolben-Aluminium-Monobloc-Festsattelbremsen hinten Bremsscheiben innenbelüftet und gelocht, ABS | 6-Kolben-Aluminium-Monobloc-Festsattelbremsen vorn 4-Kolben-Aluminium-Monobloc-Festsattelbremsen hinten Bremsscheiben innenbelüftet und gelocht, ABS | 6-Kolben-Aluminium-Monobloc-Festsattelbremsen vorn 4-Kolben-Aluminium-Monobloc-Festsattelbremsen hinten Bremsscheiben innenbelüftet und gelocht, ABS | 6-Kolben-Aluminium-Monobloc-Festsattelbremsen vorn 4-Kolben-Aluminium-Monobloc-Festsattelbremsen hinten Bremsscheiben innenbelüftet und gelocht, ABS | 6-Kolben-Aluminium-Monobloc-Festsattelbremsen vorn 4-Kolben-Aluminium-Monobloc-Festsattelbremsen hinten Bremsscheiben innenbelüftet und gelocht, ABS | 6-Kolben-Aluminium-Monobloc-Festsattelbremsen vorn 4-Kolben-Aluminium-Monobloc-Festsattelbremsen hinten Bremsscheiben innenbelüftet und gelocht, ABS | 6-Kolben-Aluminium-Monobloc-Festsattelbremsen vorn 4-Kolben-Aluminium-Monobloc-Festsattelbremsen hinten Bremsscheiben innenbelüftet und gelocht, ABS | 6-Kolben-Aluminium-Monobloc-Festsattelbremsen vorn 4-Kolben-Aluminium-Monobloc-Festsattelbremsen hinten Bremsscheiben innenbelüftet und gelocht, ABS | 6-Kolben-Aluminium-Monobloc-Festsattelbremsen vorn 4-Kolben-Aluminium-Monobloc-Festsattelbremsen hinten Bremsscheiben innenbelüftet und gelocht, ABS | 6-Kolben-Aluminium-Monobloc-Festsattelbremsen vorn 4-Kolben-Aluminium-Monobloc-Festsattelbremsen hinten Bremsscheiben innenbelüftet und gelocht, ABS | 6-Kolben-Aluminium-Monobloc-Festsattelbremsen vorn 4-Kolben-Aluminium-Monobloc-Festsattelbremsen hinten Bremsscheiben innenbelüftet und gelocht, ABS | 6-Kolben-Aluminium-Monobloc-Festsattelbremsen vorn 4-Kolben-Aluminium-Monobloc-Festsattelbremsen hinten Bremsscheiben innenbelüftet und gelocht, ABS | 6-Kolben-Aluminium-Monobloc-Festsattelbremsen vorn 4-Kolben-Aluminium-Monobloc-Festsattelbremsen hinten Bremsscheiben innenbelüftet und gelocht, ABS | 10-Kolben-Aluminium-Monobloc-Festsattelbremsen vorn 4-Kolben-Aluminium-Monobloc-Festsattelbremsen hinten Keramik-Verbund-Scheibenbremsen innenbelüftet und gelocht, ABS | 10-Kolben-Aluminium-Monobloc-Festsattelbremsen vorn 4-Kolben-Aluminium-Monobloc-Festsattelbremsen hinten Keramik-Verbund-Scheibenbremsen innenbelüftet und gelocht, ABS | 10-Kolben-Aluminium-Monobloc-Festsattelbremsen vorn 4-Kolben-Aluminium-Monobloc-Festsattelbremsen hinten Keramik-Verbund-Scheibenbremsen innenbelüftet und gelocht, ABS |
| Radaufhängung vorn:                                    | MacPherson-Federbeine, Querlenker, Stabilisator                                                            | MacPherson-Federbeine, Querlenker, Stabilisator                                                            | MacPherson-Federbeine, Querlenker, Stabilisator                                                            | MacPherson-Federbeine, Querlenker, Stabilisator | MacPherson-Federbeine, Querlenker, Stabilisator | MacPherson-Federbeine, Querlenker, Stabilisator | MacPherson-Federbeine, Querlenker, Stabilisator | MacPherson-Federbeine, Querlenker, Stabilisator | MacPherson-Federbeine, Querlenker, Stabilisator | MacPherson-Federbeine, Querlenker, Stabilisator | MacPherson-Federbeine, Querlenker, Stabilisator | MacPherson-Federbeine, Querlenker, Stabilisator | MacPherson-Federbeine, Querlenker, Stabilisator | MacPherson-Federbeine, Querlenker, Stabilisator | Doppelquerlenkerachse, Stabilisator | Doppelquerlenkerachse, Stabilisator | Doppelquerlenkerachse, Stabilisator | Doppelquerlenkerachse, Stabilisator | MacPherson-Federbeine, Querlenker, Stabilisator | MacPherson-Federbeine, Querlenker, Stabilisator | MacPherson-Federbeine, Querlenker, Stabilisator |
| Radaufhängung hinten:                                  | Mehrlenker-Einzelradaufhängung, Stabilisator                                                               | Mehrlenker-Einzelradaufhängung, Stabilisator                                                               | Mehrlenker-Einzelradaufhängung, Stabilisator                                                               | Mehrlenker-Einzelradaufhängung, Stabilisator | Mehrlenker-Einzelradaufhängung, Stabilisator | Mehrlenker-Einzelradaufhängung, Stabilisator | Mehrlenker-Einzelradaufhängung, Stabilisator | Mehrlenker-Einzelradaufhängung, Stabilisator | Mehrlenker-Einzelradaufhängung, Stabilisator | Mehrlenker-Einzelradaufhängung, Stabilisator | Mehrlenker-Einzelradaufhängung, Stabilisator | Mehrlenker-Einzelradaufhängung, Stabilisator | Mehrlenker-Einzelradaufhängung, Stabilisator | Mehrlenker-Einzelradaufhängung, Stabilisator | Mehrlenker-Einzelradaufhängung, Stabilisator, Hinterradlenkung                                                                                       | Mehrlenker-Einzelradaufhängung, Stabilisator, Hinterradlenkung                                                                                       | Mehrlenker-Einzelradaufhängung, Stabilisator, Hinterradlenkung                                                                                       | Mehrlenker-Einzelradaufhängung, Stabilisator, Hinterradlenkung                                                                                       | Mehrlenker-Einzelradaufhängung, Stabilisator, Hinterradlenkung | Mehrlenker-Einzelradaufhängung, Stabilisator, Hinterradlenkung | Mehrlenker-Einzelradaufhängung, Stabilisator, Hinterradlenkung |
| Lenkung:                                               | Zahnstangenlenkung mit variabler Lenkübersetzung und elektromechanischem Servo                             | Zahnstangenlenkung mit variabler Lenkübersetzung und elektromechanischem Servo                             | Zahnstangenlenkung mit variabler Lenkübersetzung und elektromechanischem Servo                             | Zahnstangenlenkung mit variabler Lenkübersetzung und elektromechanischem Servo | Zahnstangenlenkung mit variabler Lenkübersetzung und elektromechanischem Servo | Zahnstangenlenkung mit variabler Lenkübersetzung und elektromechanischem Servo                                                                       | Zahnstangenlenkung mit variabler Lenkübersetzung und elektromechanischem Servo                                                                       | Zahnstangenlenkung mit variabler Lenkübersetzung und elektromechanischem Servo                                                                       | Zahnstangenlenkung mit variabler Lenkübersetzung und elektromechanischem Servo                                                                       | Zahnstangenlenkung mit variabler Lenkübersetzung und elektromechanischem Servo                                                                       | Zahnstangenlenkung mit variabler Lenkübersetzung und elektromechanischem Servo                                                                       | Zahnstangenlenkung mit variabler Lenkübersetzung und elektromechanischem Servo                                                                       | Zahnstangenlenkung mit variabler Lenkübersetzung und elektromechanischem Servo                                                                       | Zahnstangenlenkung mit variabler Lenkübersetzung und elektromechanischem Servo                                                                       | Zahnstangenlenkung mit variabler Lenkübersetzung und elektromechanischem Servo                                                                       | Zahnstangenlenkung mit variabler Lenkübersetzung und elektromechanischem Servo                                                                       | Zahnstangenlenkung mit variabler Lenkübersetzung und elektromechanischem Servo                                                                       | Zahnstangenlenkung mit variabler Lenkübersetzung und elektromechanischem Servo                                                                       | Zahnstangenlenkung mit variabler Lenkübersetzung und elektromechanischem Servo                                                                                          | Zahnstangenlenkung mit variabler Lenkübersetzung und elektromechanischem Servo                                                                                          | Zahnstangenlenkung mit variabler Lenkübersetzung und elektromechanischem Servo                                                                                          |
| Karosserie:                                            | Selbsttragende Karosserie in Alu-Stahl-Mischbauweise                                                       | Selbsttragende Karosserie in Alu-Stahl-Mischbauweise                                                       | Selbsttragende Karosserie in Alu-Stahl-Mischbauweise                                                       | Selbsttragende Karosserie in Alu-Stahl-Mischbauweise | Selbsttragende Karosserie in Alu-Stahl-Mischbauweise | Selbsttragende Karosserie in Alu-Stahl-Mischbauweise                                                                                                 | Selbsttragende Karosserie in Alu-Stahl-Mischbauweise                                                                                                 | Selbsttragende Karosserie in Alu-Stahl-Mischbauweise                                                                                                 | Selbsttragende Karosserie in Alu-Stahl-Mischbauweise                                                                                                 | Selbsttragende Karosserie in Alu-Stahl-Mischbauweise                                                                                                 | Selbsttragende Karosserie in Alu-Stahl-Mischbauweise                                                                                                 | Selbsttragende Karosserie in Alu-Stahl-Mischbauweise                                                                                                 | Selbsttragende Karosserie in Alu-Stahl-Mischbauweise                                                                                                 | Selbsttragende Karosserie in Alu-Stahl-Mischbauweise                                                                                                 | Selbsttragende Karosserie in Alu-Stahl-Mischbauweise                                                                                                 | Selbsttragende Karosserie in Alu-Stahl-Mischbauweise                                                                                                 | Selbsttragende Karosserie in Alu-Stahl-Mischbauweise                                                                                                 | Selbsttragende Karosserie in Alu-Stahl-Mischbauweise                                                                                                 | Selbsttragende Karosserie in Alu-Stahl-Mischbauweise | Selbsttragende Karosserie in Alu-Stahl-Mischbauweise | Selbsttragende Karosserie in Alu-Stahl-Mischbauweise |
| Radstand:                                              | 2450 mm | 2450 mm | 2450 mm | 2450 mm | 2450 mm | 2450 mm | 2450 mm | 2450 mm | 2450 mm | 2450 mm | 2450 mm | 2450 mm | 2450 mm | 2450 mm | 2457 mm | 2457 mm | 2457 mm | 2457 mm | 2450 mm | 2450 mm | 2450 mm |
| Reifen/Felgen:                                         | VA: 235 × 40 ZR19 auf 8,5J × 19 HA: 295 × 35 ZR20 auf 11,5J × 20                                           | VA: 235 × 40 ZR19 auf 8,5J × 19 HA: 295 × 35 ZR20 auf 11,5J × 20                                           | VA: 245 × 35 ZR20 auf 8,5J × 20 HA: 305 × 30 ZR21 auf 11,5J × 21                                           | VA: 235 × 40 ZR19 auf 8,5J × 19 HA: 295 × 35 ZR20 auf 11,5J × 20 | VA: 245 × 35 ZR20 auf 8,5J × 20 HA: 305 × 30 ZR21 auf 11,5J × 21 | VA: 245 × 35 ZR20 auf 8,5J × 20 HA: 305 × 30 ZR21 auf 11,5J × 21                                                                                     | VA: 245 × 35 ZR20 auf 8,5J × 20 HA: 305 × 30 ZR21 auf 11,5J × 21                                                                                     | VA: 245 × 35 ZR20 auf 8,5J × 20 HA: 305 × 30 ZR21 auf 11,5J × 21                                                                                     | VA: 245 × 35 ZR20 auf 8,5J × 20 HA: 305 × 30 ZR21 auf 11,5J × 21                                                                                     | VA: 245 × 35 ZR20 auf 8,5J × 20 HA: 305 × 30 ZR21 auf 11,5J × 21                                                                                     | VA: 245 × 35 ZR20 auf 8,5J × 20 HA: 305 × 30 ZR21 auf 11,5J × 21                                                                                     | VA: 245 × 45 ZR19 auf 8,0J × 19 HA: 295 × 40 ZR20 auf 11,5J × 20                                                                                     | VA: 245 × 35 ZR20 auf 8,5J × 20 HA: 305 × 30 ZR21 auf 11,5J × 21                                                                                     | VA: 245 × 35 ZR20 auf 8,5J × 20 HA: 305 × 30 ZR21 auf 11,5J × 21                                                                                     | VA: 255 × 35 ZR20 auf 9,5J × 20 HA: 315 × 30 ZR21 auf 12J × 21                                                                                       | VA: 255 × 35 ZR20 auf 9,5J × 20 HA: 315 × 30 ZR21 auf 12J × 21                                                                                       | VA: 275 × 35 ZR20 auf 10J × 20 HA: 335 × 30 ZR21 auf 13J × 21                                                                                        | VA: 255 × 35 ZR20 auf 9,5J × 20 HA: 315 × 30 ZR21 auf 12J × 21                                                                                       | VA: 255 × 35 ZR20 auf 9J × 20 HA: 315 × 30 ZR21 auf 11,5J × 21 | VA: 255 × 35 ZR20 auf 9J × 20 HA: 315 × 30 ZR21 auf 11,5J × 21 | VA: 255 × 35 ZR20 auf 9J × 20 HA: 315 × 30 ZR21 auf 11,5J × 21 |
| Maße L × B × H:                                        | 4519 × 1852 × 1298 mm (Cabriolet: 4519 × 1852 × 1297 mm)                                                   | 4519 × 1852 × 1298 mm (Cabriolet: 4519 × 1852 × 1297 mm, Targa: 4519 × 1852 × 1297 mm)                     | 4530 × 1852 × 1293 mm                                                                                      | 4542 × 1852 × 1298 mm (Cabriolet: 4542 × 1852 × 1297 mm) | 4542 × 1852 × 1293 mm (Cabriolet: 4542 × 1852 × 1292 mm) | 4519 × 1852 × 1300 mm (Cabriolet: 4519 × 1852 × 1299 mm)                                                                                             | 4519 × 1852 × 1300 mm (Cabriolet: 4519 × 1852 × 1299 mm, Targa: 4519 × 1852 × 1299 mm)                                                               | 4542 × 1852 × 1303 mm (Cabriolet: 4542 × 1852 × 1302 mm)                                                                                             | 4542 × 1852 × 1303 mm (Cabriolet: 4542 × 1852 × 1302 mm, Targa: 4542 × 1852 × 1302 mm)                                                               | 4533 × 1852 × 1303 mm (Cabriolet: 4533 × 1852 × 1302 mm)                                                                                             | 4533 × 1852 × 1303 mm (Cabriolet: 4533 × 1852 × 1302 mm, Targa: 4533 × 1852 × 1302 mm)                                                               | 4530 × 1864 × 1338 mm | 4553 × 1852 × k. A. mm (Cabriolet: 4553 × 1852 × k. A. mm)                                                                                           | 4553 × 1852 × k. A. mm (Cabriolet: 4553 × 1852 × k. A. mm, Targa: 4553 × 1852 × k. A. mm)                                                            | 4570 × 1852 × 1279 mm | 4573 × 1852 × 1279 mm | 4572 × 1900 × 1322 mm | 4573 × 1852 × 1279 mm | 4535 × 1900 × 1299 mm | 4535 × 1900 × 1303 mm (Cabriolet: 4535 × 1900 × 1302 mm) | 4535 × 1900 × 1303 mm (Cabriolet: 4535 × 1900 × 1301 mm) |
| Leergewicht nach EG:                                   | 1580 kg (Cabriolet: 1650 kg)                                                                               | 1630 kg (Cabriolet: 1700 kg, Targa: 1740 kg)                                                               | 1545–1580 kg                                                                                               | 1595 kg (Cabriolet: 1675 kg) | 1565 kg (Cabriolet: 1655 kg) | 1555–1590 kg (Cabriolet: 1625–1660 kg) | 1605–1640 kg (Cabriolet: 1675–1710 kg, Targa: 1715–1750 kg)                                                                                          | 1615 kg (Cabriolet: 1700 kg) | 1660 kg (Cabriolet: 1745 kg, Targa: 1770 kg) | 1585–1620 kg (Cabriolet: 1655–1690 kg) | 1635–1670 kg (Cabriolet: 1705–1740 kg, Targa: 1685–1725 kg)                                                                                          | 1680 kg | 1670 kg (Cabriolet: 1750 kg) | 1720 kg (Cabriolet: 1800 kg, Targa: 1820 kg) | 1461–1479 kg | 1493–1510 kg | 1525 kg | 1455 kg | 1645 kg | 1715 kg (Cabriolet: 1785 kg) | 1715 kg (Cabriolet: 1785 kg) |
| Beschleunigung, 0–100 km/h:                            | 4,2 s [4,0 s] 1 (Cabriolet: 4,4 s [4,2 s] 1)                                                               | 4,2 s [4,0 s] 1 (Cabriolet: 4,4 s [4,2 s] 1, Targa: 4,4 s [4,2 s] 1)                                       | 4,0–4,5 s                                                                                                  | 4,1 s [3,9 s] 1 (Cabriolet: 4,3 s [4,1 s] 1) | 4,5 s (Cabriolet: 4,7 s) | 3,7–4,2 s [3,5 s] 1 (Cabriolet: 3,9–4,4 s [3,7 s] 1)                                                                                                 | 3,6–4,2 s [3,4 s] 1 (Cabriolet: 3,8–4,4 s [3,6 s] 1, Targa: 3,8–4,4 s [3,6 s] 1)                                                                     | 3,5 s [3,3 s] 1 (Cabriolet: 3,7 s [3,5 s] 1) | 3,5 s [3,3 s] 1 (Cabriolet: 3,7 s [3,5 s] 1, Targa: 3,7 s [3,5 s] 1)                                                                                 | 3,4–4,1 s 1 (Cabriolet: 3,6–4,3 s 1) | 3,3–4,1 s 1 (Cabriolet: 3,5–4,3 s 1, Targa: 3,5–4,3 s 1)                                                                                             | 3,4 s | 3,0 s 1 (Cabriolet: 3,1 s 1) | 3,0 s 1 (Cabriolet: 3,1 s 1, Targa: 3,1 s 1) | 3,4–3,9 s | 3,4–3,9 s | 3,2 s | 3,7 s | 4,1 s | 2,8 s (Cabriolet: 2,9 s) | 2,7 s (Cabriolet: 2,8 s) |
| Beschleunigung, 0–200 km/h:                            | 14,5 s [14,2 s] 1 (Cabriolet: 15,2 s [14,9 s] 1)                                                           | 14,9 s [14,6 s] 1 (Cabriolet: 15,6 s [15,3 s] 1, Targa: 15,6 s [15,3 s] 1)                                 | 14,2–15,1 s                                                                                                | 14,4 s [14,1 s] 1 (Cabriolet: 15,1 s [14,8 s] 1) | 15,0 s (Cabriolet: 15,8 s) | 12,4–13,2 s [12,1 s] 1 (Cabriolet: 13,1–13,9 s [12,8 s] 1)                                                                                           | 12,7–13,5 s [12,4 s] 1 (Cabriolet: 13,4–14,2 s [13,1 s] 1, Targa: 13,4–14,2 s [13,1 s] 1)                                                            | 11,9 s [11,6 s] 1 (Cabriolet: 12,6 s [12,3 s] 1) | 12,0 s [11,8 s] 1 (Cabriolet: 12,7 s [12,5 s] 1, Targa: 12,7 s [12,5 s] 1)                                                                           | 11,6–12,7 s 1 (Cabriolet: 12,3–13,4 s 1) | 11,8–12,9 s 1 (Cabriolet: 12,5–13,6 s 1, Targa: 12,5–13,6 s 1)                                                                                       | 12,0 s | 10,5 s 1 (Cabriolet: 10,9 s 1) | 10,5 s 1 (Cabriolet: 11,1 s 1, Targa: 11,1 s 1) | 10,8–11,9 s | 10,8–11,9 s | 10,6 s | 11,2 s | 12,0 s | 9,7 s (Cabriolet: 10,1 s) | 8,9 s (Cabriolet: 9,3 s) |
| Höchstgeschwindigkeit:                                 | 293 km/h (Cabriolet: 291 km/h)                                                                             | 293 km/h (Cabriolet: 291 km/h, Targa: 289 km/h)                                                            | 291 km/h                                                                                                   | 294 km/h (Cabriolet: 291 km/h) | 295 km/h (Cabriolet: 293 km/h) | 308 km/h (Cabriolet: 306 km/h) | 306 km/h (Cabriolet: 304 km/h, Targa: 304 km/h) | 308 km/h (Cabriolet: 308 km/h) | 308 km/h (Cabriolet: 308 km/h, Targa: 308 km/h) | 311 km/h (Cabriolet: 309 km/h) | 309 km/h (Cabriolet: 307 km/h, Targa: 307 km/h) | 240 km/h | 312 km/h (Cabriolet: 312 km/h) | 312 km/h (Cabriolet: 312 km/h, Targa: 312 km/h) | 311–313 km/h | 318–320 km/h | 296 km/h | 300 km/h | 315 km/h | 320 km/h (Cabriolet: 320 km/h) | 330 km/h (Cabriolet: 330 km/h) |
| Kraftstoffverbrauch auf 100 km nach NEFZ (kombiniert): | 9,4 l (Cabriolet: 9,6 l)                                                                                   | 9,6 l (Cabriolet: 9,7 l, Targa: 9,8 l)                                                                     | 9,5–10,2 l                                                                                                 | k. A. | k. A. | 9,6–10,0 l (Cabriolet: 9,8–10,1 l) | 9,7–10,1 l (Cabriolet: 9,9–10,2 l, Targa: 9,9–10,3 l)                                                                                                | k. A. | k. A. | 9,7–10,3 l (Cabriolet: 9,8–10,4 l) | 9,7–10,5 l (Cabriolet: 9,9–10,6 l, Targa: 9,9–10,7 l)                                                                                                | 10,5 l | k. A. | k. A. | k. A. | 12,4–13,3 l | 12,7 l | k. A. | 12,8 l | 11,1 l (Cabriolet: 11,3 l) | 11,1 l (Cabriolet: 11,3 l) |
| Kraftstoffverbrauch auf 100 km nach WLTP (kombiniert): | 10,3–10,8 l (Cabriolet: 10,4–10,8 l)                                                                       | 10,3–10,9 l (Cabriolet: 10,5–10,8 l, Targa: 10,5–10,9 l)                                                   | 10,3–10,9 l                                                                                                | 10,1–10,7 l (Cabriolet: 10,3–10,6 l) | 10,5–11,1 l (Cabriolet: 10,7–11,0 l) | 10,1–11,0 l (Cabriolet: 10,3–11,1 l) | 10,2–11,1 l (Cabriolet: 10,4–11,1 l, Targa:10,4–11,1 l)                                                                                              | 10,3–10,9 l (Cabriolet: 10,5–10,8 l) | 10,5–11,0 l (Cabriolet: 10,7–10,9 l, Targa:10,8–11,0 l)                                                                                              | 10,4–11,4 l (Cabriolet: 10,5–11,3 l) | 10,6–11,4 l (Cabriolet: 10,8–11,3 l, Targa:10,8–11,3 l)                                                                                              | 11,3 l | 10,5–11,0 l (Cabriolet: 10,7–11,0 l) | 10,5–11,1 l (Cabriolet: 10,7–11,0 l, Targa:10,8–11,0 l)                                                                                              | 13,7–13,8 l | 12,9–13,0 l | 13,4 l | 13,8 l | 12,6 l | 12,0–12,3 l (Cabriolet: 12,1–12,5 l) | 12,0–12,3 l (Cabriolet: 12,1–12,5 l) |
| Kraftstoffsorte (DIN EN 228):                          | Super Plus 98 ROZ                                                                                          | Super Plus 98 ROZ                                                                                          | Super Plus 98 ROZ                                                                                          | Super Plus 98 ROZ | Super Plus 98 ROZ | Super Plus 98 ROZ | Super Plus 98 ROZ | Super Plus 98 ROZ | Super Plus 98 ROZ | Super Plus 98 ROZ | Super Plus 98 ROZ | Super Plus 98 ROZ | Super Plus 98 ROZ | Super Plus 98 ROZ | Super Plus 98 ROZ | Super Plus 98 ROZ | Super Plus 98 ROZ | Super Plus 98 ROZ | Super Plus 98 ROZ | Super Plus 98 ROZ | Super Plus 98 ROZ |
| CO2-Emissionen nach NEFZ (kombiniert):                 | 215 g/km (Cabriolet: 218 g/km)                                                                             | 218 g/km (Cabriolet: 221 g/km, Targa: 223 g/km)                                                            | 217–232 g/km                                                                                               | k. A. | k. A. | 220–227 g/km (Cabriolet: 223–230 g/km) | 222–231 g/km (Cabriolet: 225–234 g/km, Targa: 227–235 g/km)                                                                                          | k. A. | k. A. | 221–234 g/km (Cabriolet: 224–238 g/km) | 222–240 g/km (Cabriolet: 226–242 g/km, Targa: 227–243 g/km)                                                                                          | 239 g/km | k. A. | k. A. | k. A. | 283–304 g/km | 289 g/km | k. A. | 292 g/km | 254 g/km (Cabriolet: 257 g/km) | 254 g/km (Cabriolet: 257 g/km) |
| CO2-Emissionen nach WLTP (kombiniert):                 | 233–245 g/km (Cabriolet: 236–245 g/km)                                                                     | 234–247 g/km (Cabriolet: 238–246 g/km, Targa: 239–247 g/km)                                                | 233–247 g/km                                                                                               | 230–244 g/km (Cabriolet: 235–242 g/km) | 238–251 g/km (Cabriolet: 244–250 g/km) | 229–251 g/km (Cabriolet: 233–250 g/km) | 231–253 g/km (Cabriolet: 235–252 g/km, Targa: 236–253 g/km)                                                                                          | 233–246 g/km (Cabriolet: 238–244 g/km) | 237–249 g/km (Cabriolet: 242–247 g/km, Targa: 244–248 g/km)                                                                                          | 236–258 g/km (Cabriolet: 239–256 g/km) | 240–259 g/km (Cabriolet: 244–256 g/km, Targa: 245–257 g/km)                                                                                          | 256 g/km | 239–251 g/km (Cabriolet: 243–249 g/km) | 239–251 g/km (Cabriolet: 244–250 g/km, Targa: 244–250 g/km)                                                                                          | 310–312 g/km | 293–294 g/km | 305 g/km | 313 g/km | 285 g/km | 271–279 g/km (Cabriolet: 275–284 g/km) | 271–278 g/km (Cabriolet: 275–284 g/km) |
| Tankinhalt:                                            | 64 l [Optional: 90 l]                                                                                      | 67 l | 64 l [Optional: 90 l]                                                                                      | 63 l [Optional: 84 l] | 63 l [Optional: 84 l] | 64 l [Optional: 90 l] | 67 l | 64 l [Optional: 90 l] | 67 l | 64 l [Optional: 90 l] | 67 l | 67 l | 63 l [Optional: 84 l] | 63 l | 64 l [Optional: 90 l] | 64 l [Optional: 90 l] | 64 l [Optional: 90 l] | 64 l [Optional: 90 l] | 67 l | 67 l | 67 l |
| Abgasnorm:                                             | Euro 6d-TEMP (seit 04/2020: Euro-6d-ISC-FCM)                                                               | Euro 6d-TEMP (seit 04/2020: Euro-6d-ISC-FCM)                                                               | Euro-6d-ISC-FCM                                                                                            | Euro 6e | Euro 6e | Euro 6d-TEMP (seit 04/2020: Euro-6d-ISC-FCM) | Euro 6d-TEMP (seit 04/2020: Euro-6d-ISC-FCM) | Euro 6e | Euro 6e | Euro-6d-ISC-FCM | Euro-6d-ISC-FCM | Euro-6d-ISC-FCM | Euro 6e | Euro 6e | Euro 6e | Euro-6d-ISC-FCM | Euro-6d-ISC-FCM | Euro-6d-ISC-FCM | Euro-6d-ISC-FCM | Euro-6d-ISC-FCM | Euro-6d-ISC-FCM |

## Sondermodelle mit reinen Optik- oder Ausstattungsänderungen

### Belgian Legend Edition

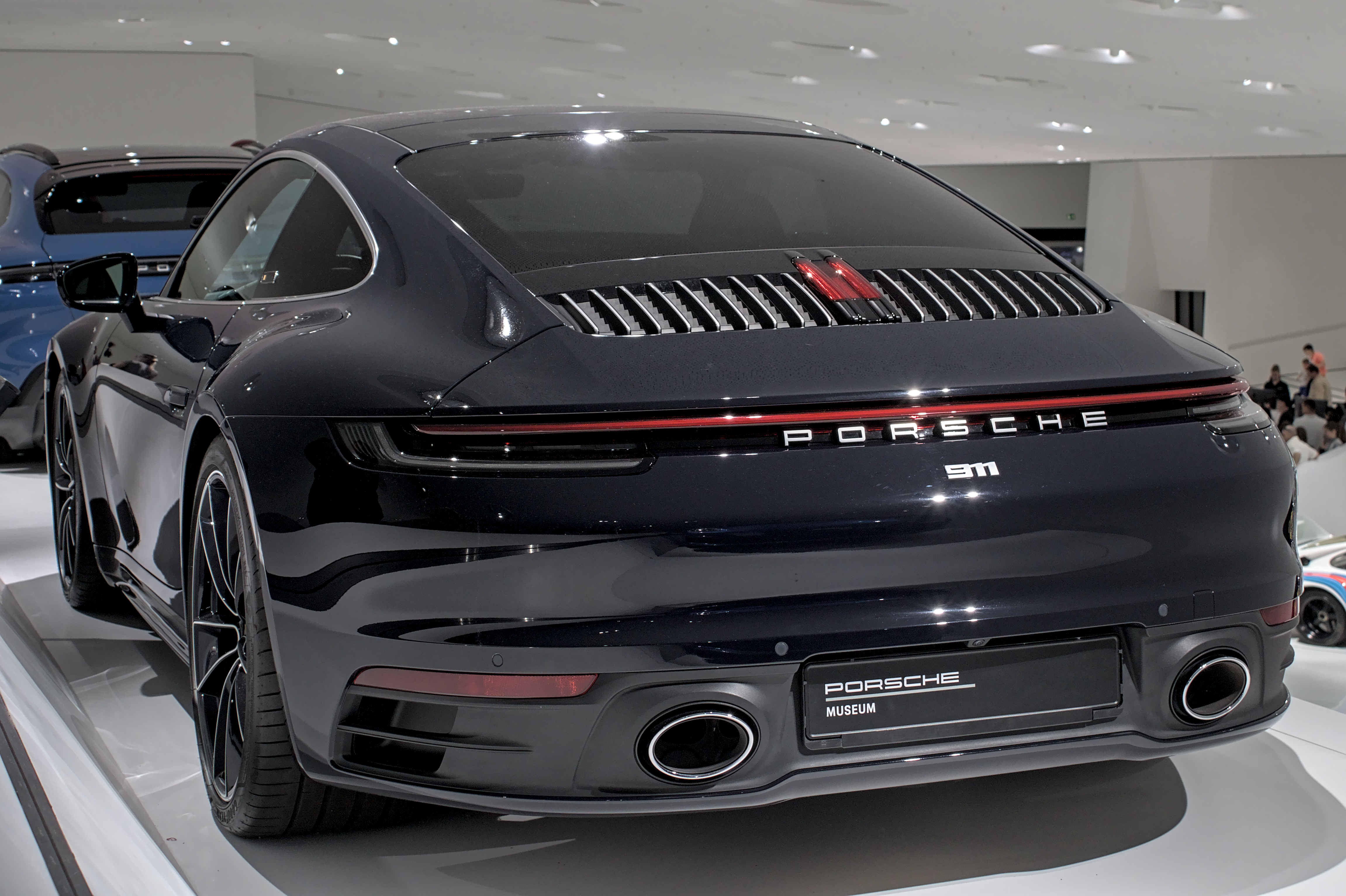
Porsche 992 Carrera 4S Belgian Legend Edition

Anlässlich des 75. Geburtstags des belgischen Rennfahrers Jacky Ickx präsentierte Porsche Anfang 2020 das auf 75 Exemplare limitierte Sondermodell Belgian Legend Edition auf Basis des 992 Carrera 4S. Kernelement des Sondermodells sind blau-weiße Farben, die eine Anlehnung an den Helm des Rennfahrers sein sollen. Verkauft wird das Modell nur auf dem belgischen Markt.

### Heritage Design Edition

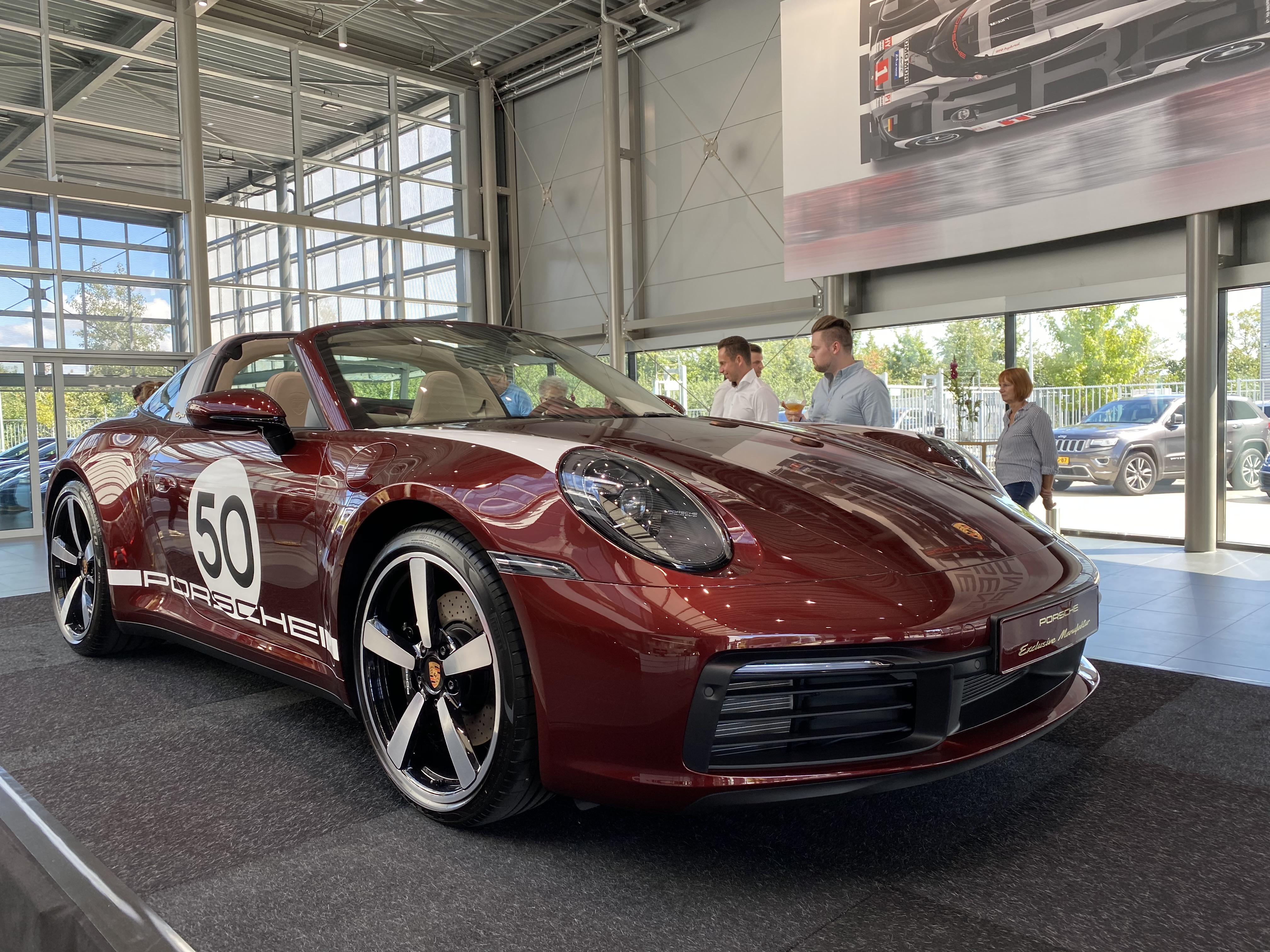
Porsche 992 Targa 4S Heritage Design Edition

Auf Basis des 992 Targa 4S präsentierte Porsche im Juni 2020 die auf 992 Exemplare limitierte Heritage Design Edition. Sie soll beispielsweise durch die Verwendung alter Porsche-Logos an die Fahrzeuge aus den 1950er und den frühen 1960er Jahren erinnern.

### 1965 Reimagined
Zum 55-jährigen Verkaufsjubiläum des 911 in Australien präsentierte die Porsche Exclusive Manufaktur im August 2020 das Sondermodell 1965 Reimagined. Es ist im Farbton „Crayon“ lackiert und orientiert sich auch sonst optisch am ersten in Australien ausgelieferten Modell. Lediglich zwei Exemplare werden gebaut und in Australien verkauft.

### Duet

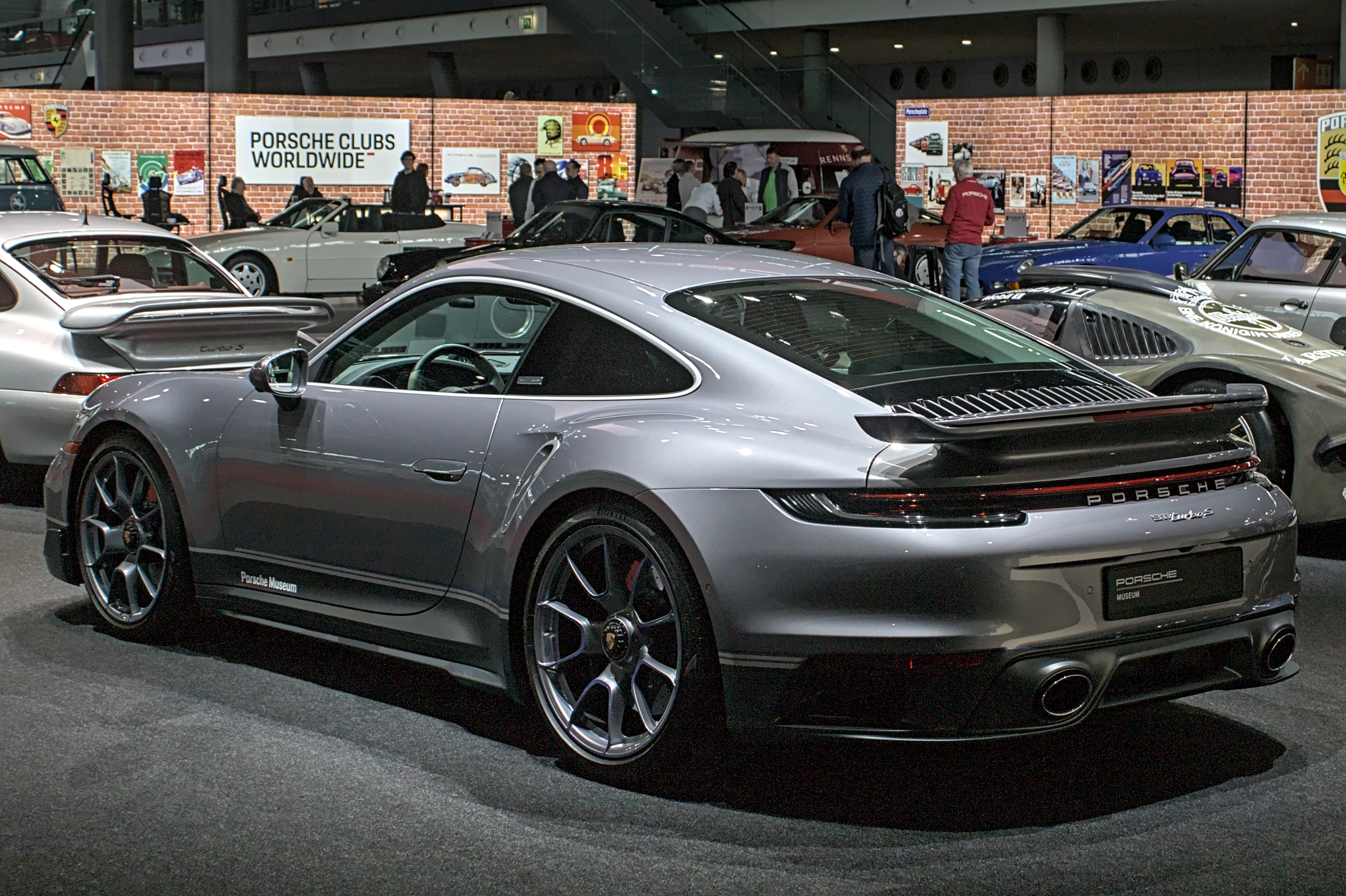
Porsche 992 Turbo S Duet

Zehn Kunden des Business-Jets Phenom 300E von Embraer konnten zusätzlich das Sondermodell Duet auf Basis des 992 Turbo S erwerben. Vorgestellt wurde diese Version im November 2020. Sowohl der Jet als auch der 992 haben eine silberne Zweifarblackierung.

### China 20th Anniversary Edition
Anlässlich des 20-jährigen Jubiläums von Porsche auf dem chinesischen Markt wurde im April 2021 im Rahmen der Shanghai Auto Show das Sondermodell China 20th Anniversary Edition vorgestellt. Es ist in fünf verschiedenen Farben und ausschließlich in China als Turbo S erhältlich. Auch dieses Sondermodell wurde von der Porsche Exclusive Manufaktur gestaltet.

### „One of a Kind“ Pedro Rodríguez
Das Einzelstück „One of a Kind“ Pedro Rodríguez auf Basis des Turbo S wurde im Juli 2021 wegen des 50. Todestags des mexikanischen Rennfahrers Pedro Rodríguez präsentiert. Es hat eine Gulf-Oil-Lackierung, die an den Porsche 917 erinnert, mit dem Rodríguez viele Rennen gewann. Ende 2021 wurde das Fahrzeug für einen guten Zweck versteigert.

### 70 Years Porsche Australia Edition

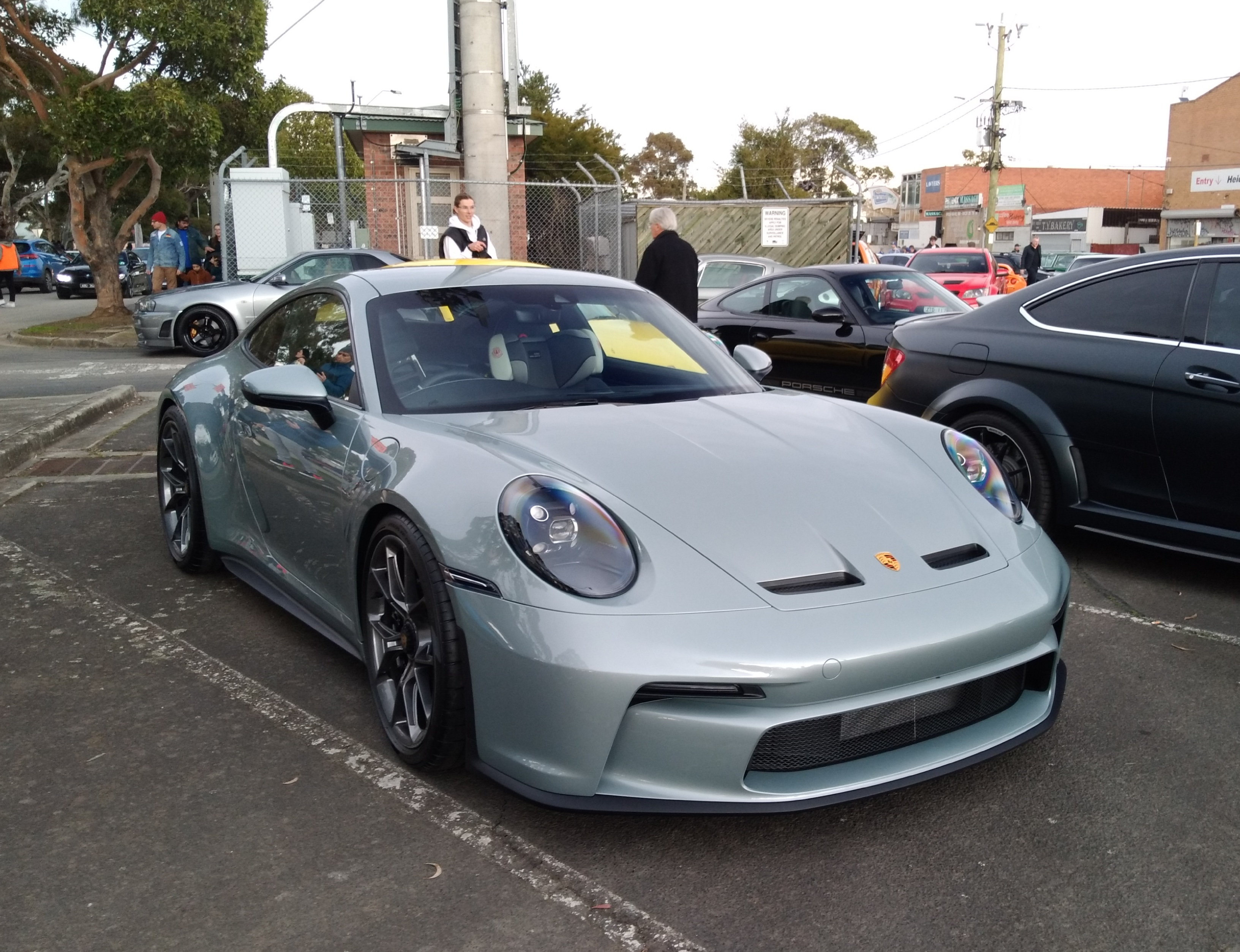
Porsche 992 GT3 Touring 70 Years Porsche Australia Edition

Zum 70-jährigen Markenjubiläum in Australien wurde im Dezember 2021 für den dortigen Markt das auf 70 Exemplare limitierte Sondermodell 70 Years Porsche Australia Edition präsentiert. Die Version basiert auf dem GT3 Touring und wurde von der Porsche Exclusive Manufaktur gestaltet. Die Vorderachse kann mittels Hydraulikzylindern in den Federbeinen um etwa 4 cm in der Höhe verstellt werden. Die Farbe Fish Silver Grey Metallic soll an die ersten Porsche 356 für den australischen Markt erinnern.

### Edition 50 Jahre Porsche Design

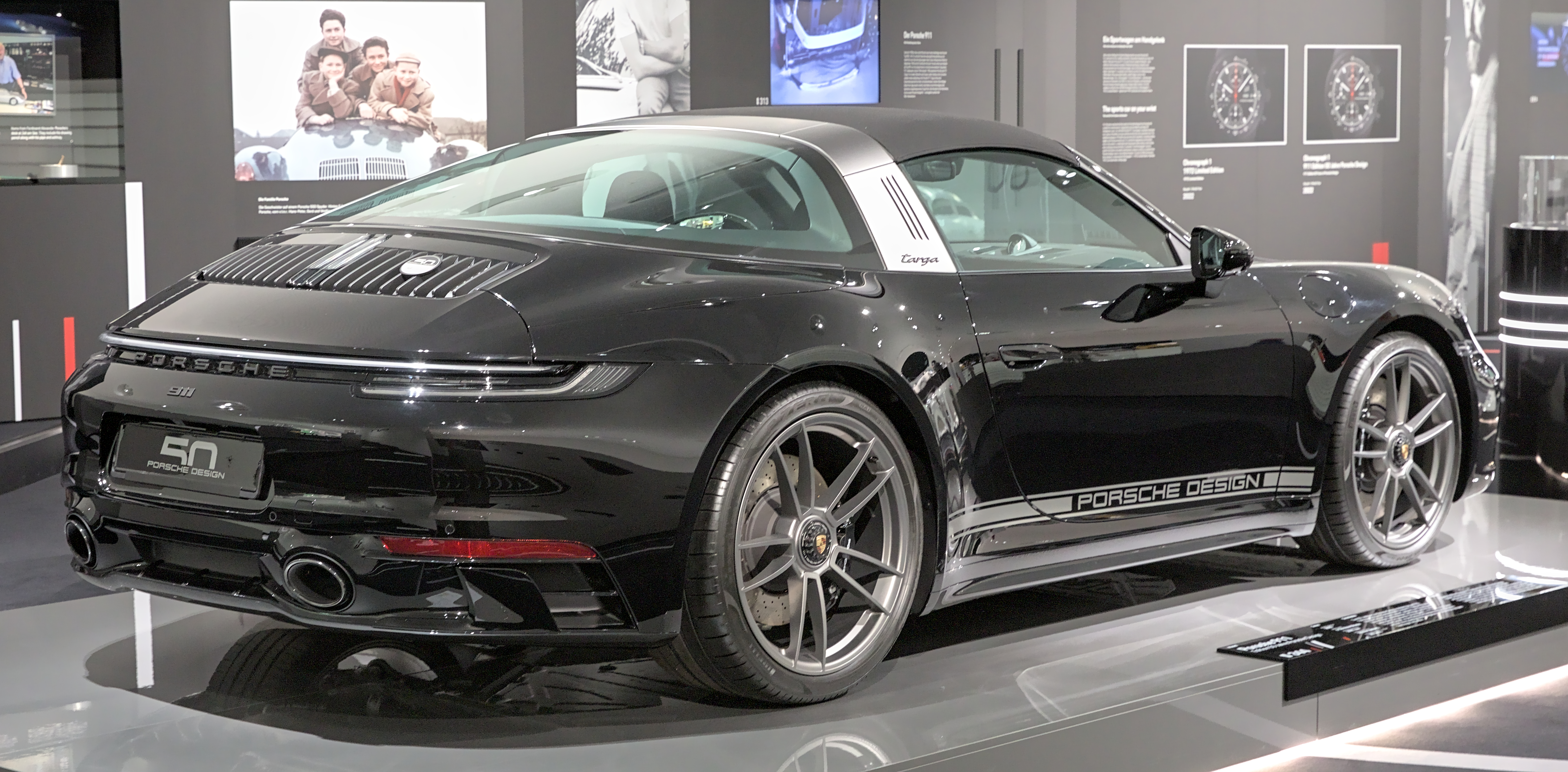
Porsche 992 Targa 4 GTS Edition 50 Jahre Porsche Design

Anlässlich des 50-jährigen Geburtstags von Porsche Design präsentierte Porsche im Januar 2022 das auf 750 Exemplare limitierte Sondermodell Edition 50 Jahre Porsche Design. Es basiert auf dem Targa 4 GTS und ist in Anlehnung an den von Ferdinand Alexander Porsche entworfenen Chronographen I von 1972 gestaltet. Alle Sondermodelle sind in Uni-Schwarz lackiert und haben Sitzbezüge im Karo-Muster. Porsche-Design-Schriftzüge befinden sich an einigen Stellen des Fahrzeugs.

### Sally Special
Im August 2022 wurde auf der Monterey Car Week das Einzelstück Sally Special für einen guten Zweck versteigert. Es wurde gemeinsam mit Pixar entworfen und soll in Anlehnung an das Filmauto Sally aus dem Animationsfilm Cars gestaltet sein. Die Fertigstellung des Einzelstücks dauerte zehn Monate. Technisch basiert es auf einem Carrera GTS. Das Höchstgebot lag bei 3,6 Millionen US-Dollar.

### America Edition
Zum Modelljahr 2023 präsentierte Porsche im Juni 2022 das Sondermodell America Edition auf Basis des GTS Cabrio. Es soll an das siebzig Jahre zuvor ausschließlich für den US-Markt produzierte Sondermodell America Roadster auf Basis des Porsche 356 erinnern. Die Karosserie ist in der Farbe Azurblau356 lackiert. An den Türen ist außerdem der Schriftzug „America“ in Weiß angebracht. Zudem finden sich rote Akzente an einigen Stellen des Fahrzeugs. Die Farbgestaltung ist damit an die Flagge der Vereinigten Staaten angelehnt. Von den insgesamt 115 Fahrzeugen sind 100 für die Vereinigten Staaten und 15 für Kanada bestimmt.

### 50 Year Anniversary One of a Kind
Ebenfalls im August 2022 wurde das Einzelstück 50 Year Anniversary One of a Kind vorgestellt. Auch dieses Modell basiert auf dem Carrera GTS und soll für einen guten Zweck versteigert werden. Es wurde anlässlich des 50-jährigen Markenjubiläums in Taiwan vorgestellt und ist für den dortigen Markt bestimmt. Lackiert ist das Sondermodell wie das erste in Taiwan verkaufte Modell in Grün.

### Panamericana Special
Ein Porsche 356 S Cabriolet gewann 1952 die Carrera Panamericana in der Klasse bis 1,5 Liter Hubraum. Um an dieses Fahrzeug zu erinnern, wurde im Oktober 2022 das Einzelstück Panamericana Special vorgestellt, das für einen guten Zweck versteigert werden soll. Die Basis des Einzelstücks liefert ein Carrera S Cabriolet. In der exklusiven Farbe Graffiti Grey ist das Verdeck gestaltet.

### 30 Years Porsche Thailand
Zum 30-jährigen Jubiläum des Verkaufsstarts von Porsche-Fahrzeugen in Thailand wurde im März 2023 das limitierte Sondermodell 30 Years Porsche Thailand auf Basis des Carrera GTS vorgestellt. Es ist in sieben verschiedenen Sonderfarben, wobei jede für einen Wochentag stehen soll, und ausschließlich in Thailand erhältlich.

### Le Mans Centenaire Edition
Nur für den französischen Markt bestimmt ist das Sondermodell Le Mans Centenaire Edition, das im Juni 2023 präsentiert wurde. Es soll an das 100-jährige Jubiläum des 24-Stunden-Rennen von Le Mans erinnern und greift Elemente des Porsche 356 SL und des Porsche 911 GT1 auf. 72 Exemplare sollen auf Basis des Carrera GTS entstehen.

### Tribute to Jo Siffert

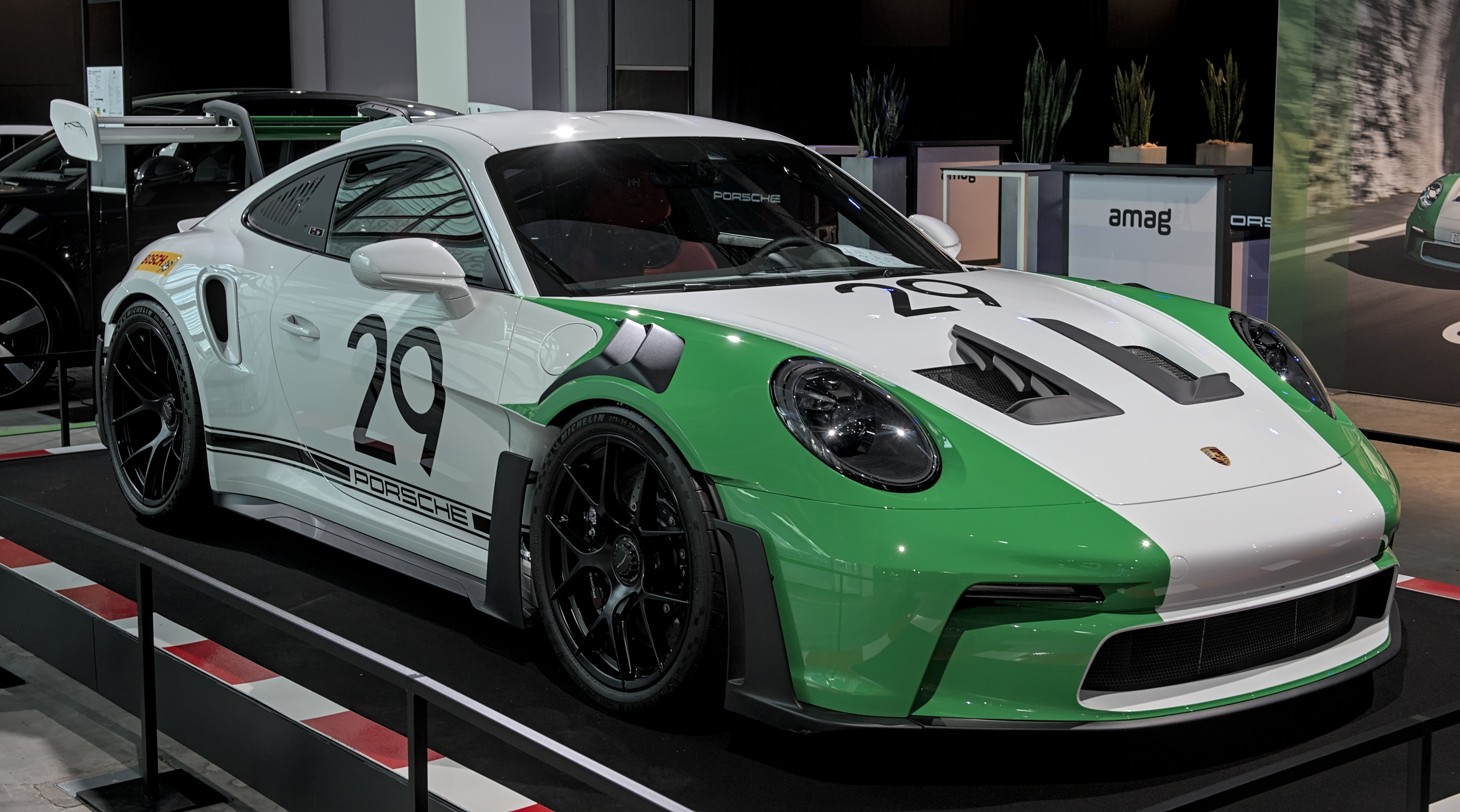
Porsche 992 GT3 RS Tribute to Jo Siffert

Ein Einzelstück ist das Sondermodell Tribute to Jo Siffert, das als Würdigung des Schweizer Rennfahrers Jo Siffert im Juli 2024 auf Basis des GT3 RS vorgestellt wurde. Es wurde von der Porsche Exclusive Manufaktur im Rahmen des Porsche-Sonderwunsch-Programms bei der Farbgebung angelehnt an den von Siffert gefahrenen Porsche 917 von 1969 gestaltet. Auch weitere Details verweisen auf diesen Porsche 917. Das Fahrzeug wird zunächst bei Schweizer Porsche-Händlern gezeigt und soll dann auf der Auto Zürich im November 2024 unter den Kaufinteressenten verlost werden.

### Turbo 50 Jahre
Anlässlich des 50-jährigen Jubiläums des 911 Turbo präsentierte Porsche im August 2024 im Rahmen der Monterey Car Week das auf 1974 Exemplare limitierte Sondermodell Turbo 50 Jahre auf Basis des Turbo S. Im Innenraum hat es in Anlehnung an die erste Turbo-Baureihe Sitzbezüge und Türinnenverkleidungen aus Schottenkaro. Gegen Aufpreis ist ein „Heritage Design Paket“ verfügbar.

### Spirit 70
Im April 2025 präsentierte Porsche das auf 1500 Exemplare limitierte Sondermodell Spirit 70, das Elemente der 1970er- und 1980er-Jahre neu interpretiert. Es basiert auf dem GTS Cabriolet und ist das dritte Heritage-Design-Modell der Baureihe. Das Farbkonzept mit grünem Lack und goldgrauen Tönen an verschiedenen Fahrzeugteilen ist nur für dieses Modell verfügbar.

### 40 Anni Porsche Italia
Zum 40-jährigen Bestehen von Porsche Italia präsentierte der Hersteller im Juni 2025 das auf 40 Exemplare limitierte Sondermodell 40 Anni Porsche Italia. Es basiert auf dem Carrera 4 GTS und ist im Farbton Blusogno lackiert. An verschiedenen Teilen des Fahrzeug ist die Flagge Italiens zu sehen. Ein gleichnamiges Sondermodell gibt es auch vom Porsche Taycan.

### Porsche Lëtzebuerg Legacy
Zum 75-jährigen Jubiläum von Porsche Luxemburg wurde im Juni 2025 das Einzelstück Porsche Lëtzebuerg Legacy vorgestellt. Es basiert auf dem GT3 Touring. Für die auf den eisgraumetallic-farbenen Lack feuerrot aufgemalten Löwen-Grafiken wurden mehr als 700 Stunden Arbeitszeit benötigt. Im Dachhimmel sind die ersten Zeilen von Ons Heemecht eingestickt.

### Club Coupe
Zum 70-jährigen Bestehen des Porsche Club of America präsentierte Porsche im Juli 2025 das Sondermodell Club Coupe auf Basis des Carrera T. Jedes der 70 Sondermodelle ist im speziellen Farbton Sholar Blau lackiert.

## Verwandte Fahrzeuge

### Marc Philipp Gemballa Marsien
Im Juli 2021 präsentierte die Marc Philipp Gemballa GmbH den auf dem 992 Turbo S aufbauenden Marsien. Der auf 40 Exemplare limitierte Umbau hat ein Rallye-Fahrwerk mit hydraulischen Dämpfern, die auf Knopfdruck um zehn Zentimeter ausgefahren werden können. Die Leistung des Motors wird von Ruf Automobile auf bis zu 610 kW (830 PS) erhöht. Die Serienproduktion des Marsien startete im Sommer 2024.

### RML P39
Anlässlich ihres 40-jährigen Firmenjubiläums präsentierte die RML Group im Oktober 2024 den auf zehn Exemplare limitierten P39 auf Basis des 992 Turbo S. Die maximale Leistung wurde auf 671 kW (912 PS) erhöht. Durch verschiedene Aerodynamikelemente konnte der maximale Abtrieb gegenüber dem Serienmodell deutlich gesteigert werden.